# پرتره‌نگاری
نقاشی تک‌چهره یا نقاشی پرتره (به انگلیسی: Portrait painting) یکی از انواع نقاشی است که هدف آن تجسم بصری موضوع است که معمولاً برای مجسم کردن گونه‌های بشری به کار برده می‌شود. مضاف بر نقاشی نگارگری می‌تواند از طریق دیگر روش‌ها نظیر قل زنی (معمولاً به وسیله تیزاب)، حکاکی سنگی، عکس برداری، تصویر تلویزیونی و رسانه‌های دیجیتال نیز مورد استفاده قرار بگیرد.
مفهوم نگارگری صورت می‌تواند همچنین به توصیف نقاشی صورت‌های حقیقی نیز بپردازد. صورتگر می‌تواند کار خودش را برای عامه یا اشخاص خصوصی یا الهام تأثیریافته از موضوعات انجام دهد. نگارگری معمولاً به تشریح مفاهیم مهم و ثبت خاطرات خانوادگی به منظور یادآوری می‌پردازد. از دید تاریخی، نقاشی پرتره به رسم یادآوری کردن ثروت و قدرت استفاده می‌شده‌است. هرچند با گذشت زمان این مسئله برای کلاس‌های پایین‌تر جامعه به منظور تصویرگری خانواده و هم‌قطارهایشان مورد استفاده قرار می‌گیرد. امروزه، تصویرگری صورت هنوز هم توسط دولت‌ها، مؤسسات، گروه‌ها، کانون‌های تجمعی و به صورت انفرادی مورد استفاده قرار می‌گیرد.

## تکنیک و شیوهٔ تمرین
پرتره باید به گونه‌ای باشد که نشان‌دهنده احوالات فیزیکی جالس نظیر لباسش باشد. به منظور ایجاد انگیزه و تعهد در جالس، اغلب هنرمندان ماهر از یک رفتار و سلوک دلپذیر و مکالمات بهره می‌گیرند. الیزابت ویگه لیبورن هنرمندان مرد را دعوت به تملق و چاپلوسی زنان و تعریف از ظاهراً آنان به منظور به دست آوردن همکاری آن‌ها می‌کند. موقعیت اصلی در اجرای پرتره ارزیابی و سلطه به آناتومی بشر است. صورت آدم‌ها نامتقارن است و هنرمندان ماهر با تفاوت‌های چپ و راست آن را باز تولید می‌کنند.
لازم است تا هنرمند از ساختارهای الیاف و زیر ساخت‌های قرارگیری استخوان‌ها اطلاع داشته باشد تا بتواند پرتره قانع‌کننده‌ای را ایجاد کند. برای ترکیبات پیچیده، هنرمند ممکن است در ابتدا کاملاً از مداد، جوهر، زغال چوب یا رنگ روغن استفاده کند که به‌طور ویژه برای حالتی که زمان مورد نظر جالس محدود است مفید می‌گردد. در غیر اینصورت یک یک فرم عمومی و یک شباهت ناهنجار بر روی کرباس با مداد، زغال چوب یا روغن رقیق ارائه خواهد شد."

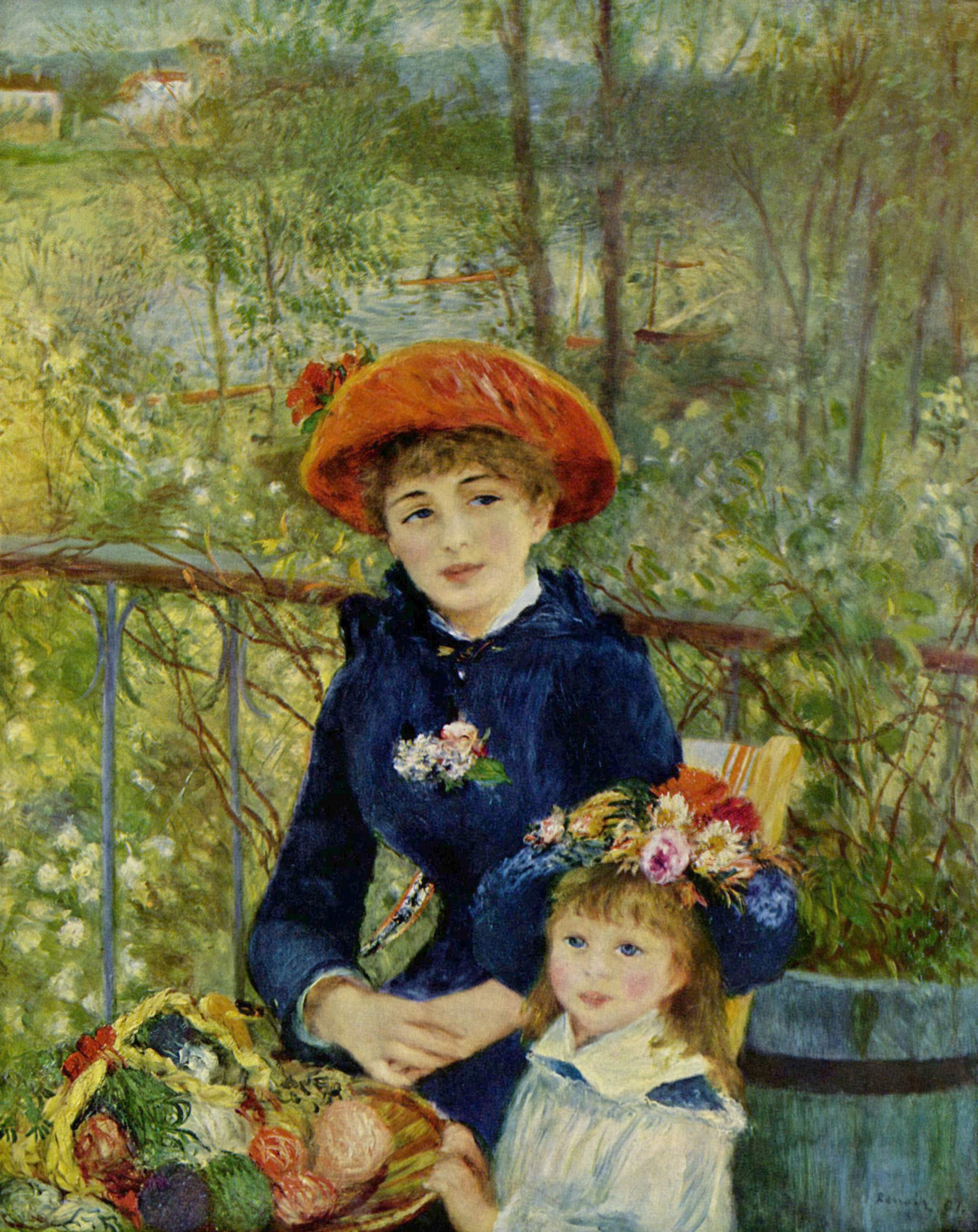
پیر آگوست رنوآر، On the Terrace, 1881

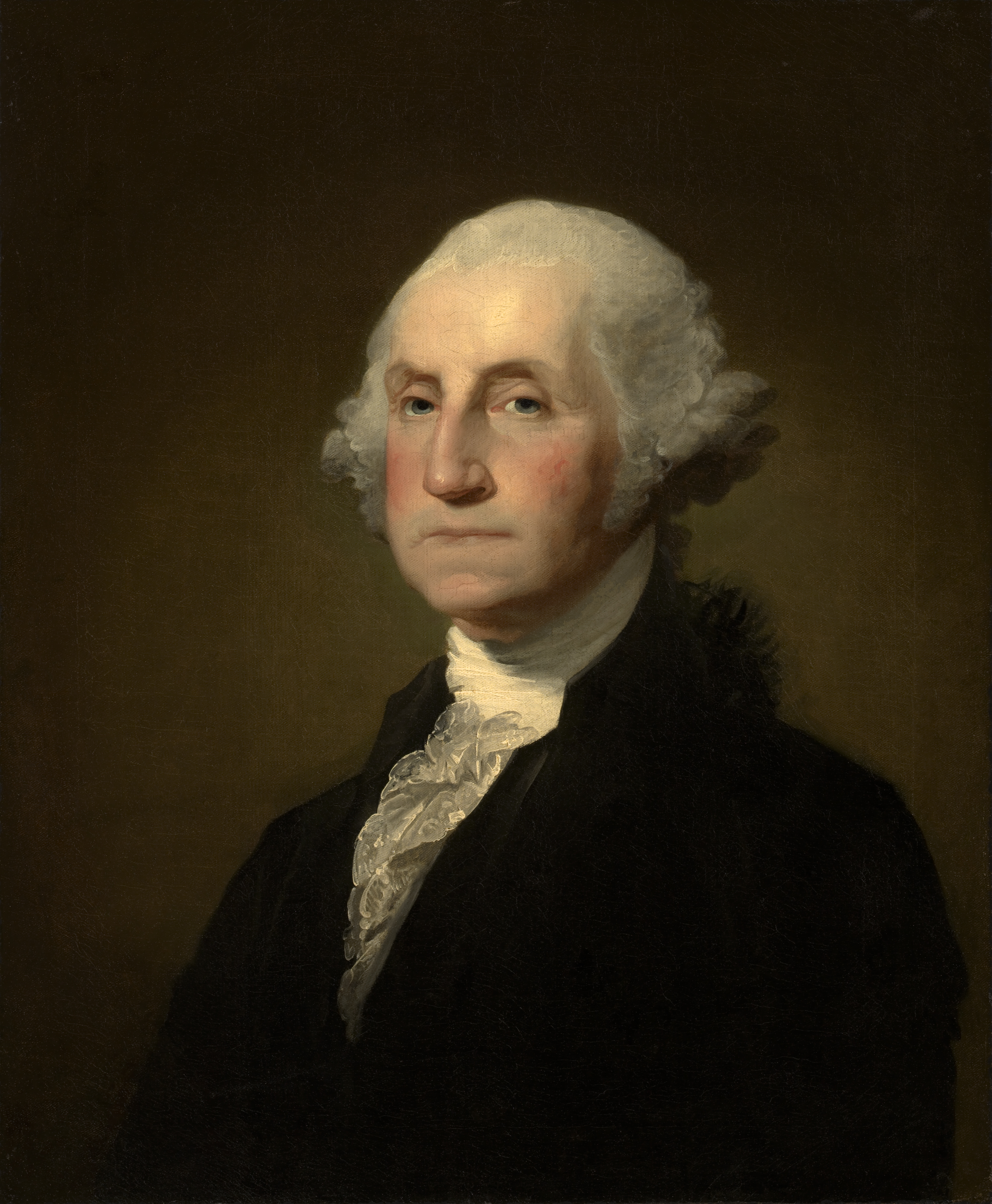
گیلبرت استوآرت، پرتره جرج واشینگتن, ح. ۱۷۹۶

در بسیاری از موارد، ابتدا صورت تکمیل می‌گردد و پس از آن باقی‌مانده انجام می‌شود. در اتاق کار بسیاری از هنرمندان بزرگ پرتره، ممکن است استاد ارشد تنها سر و دستان را ترسیم کند و لباس و پس زمینه توسط کارآموزان انجام شود. ممکن است متخصصینی نیز وجود داشته باشند که موارد ویژه‌ای نظیر لباس و پوشش را در نظر بگیرند نظیر ژوزف ون آکن در گذشته برخی هنرمندان با به‌کارگیری آدم چوبی و بند بند یا عروسک به منظور کمک به پایداری و اجرای طرح لباس، بهره می‌برده‌اند. به‌کارگیری المان‌های نمادین در اطراف جالس (شامل علامات، شاخصه‌های خانوادگی، حیوانات و گیاهان) نیز اغلب برای به رمز درآوردن نقاشی در کنار اخلاق و ویژگی مذهبی موارد یا نشانه‌هایی که نشان‌دهنده اشتغال جالس‌ها، نوع علاقه یا وضعیت اجتماعی آن‌ها باشد مرسوم می‌باشد.

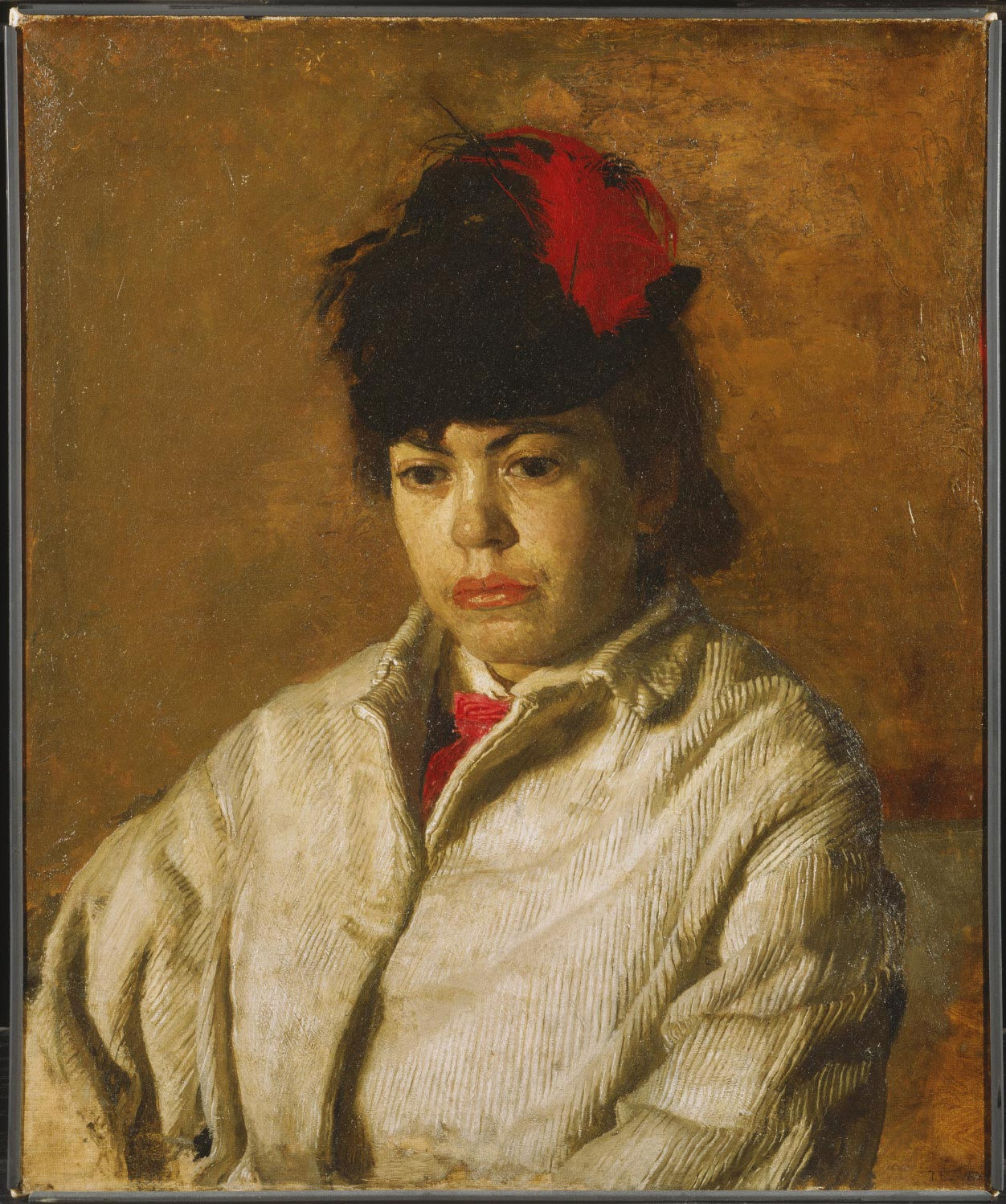
Margaret in Skating Costume اثر توماس ایکینز.

پس زمینه می‌تواند کاملاً سیاه و بدون هیچگونه محتوایی بوده یا آنکه صحنه کاملاً نشان‌دهنده محیط اجتماعی و سرگرمی جالس باشد. تصویری که نقاش از خودش ترسیم کند معمولاً توسط به‌کارگیری یک آینه امکان‌پذیر است و نتیجه کار یک پرتره عکسی-آیینه‌ای است که واژگون (وارون) چیزی است که در یک پرتره نرمال و در حالتی که نقاش و جالس سو به سوی هم قرار دارند اتفاق می‌افتد.
در نقاشی سلف پرتره (تصویری که نقاشی از خودش می‌کشد)، یک نقاش راست دست این‌طور به نظر خواهد رسید که قلم موی نقاشی را در دست چپ گرفته‌است، مگر اینکه نقاش توضیحات عمده‌ای را در عکس به وجود آورده یا از یک آینه معکوس-کننده ثانویه در حالیکه نقاشی می‌کند بهره بجوید. گهگاه، مشتریان یا خانواده آن‌ها از نتیجه کار ناراضی هستند و هنرمند را مجبور می‌کنند که آن را دستکاری کند یا با تهدید عدم پرداخت یا رنج تحقیر شکست باعث ترسیم دو بار تصویر می‌شود. جانکنز لوییس دیوید پرتره مادام Re’camier را تقدیر و تقدیس کرد اما در نمایش توسط جالس مورد تأثیر قرار نگرفت چنانچه جو سینگر سوگریت بدنام، تصویر جورج واشینگتن را که توسط هیئت بررسی مطرود اعلام شده بود بد می‌دانستند. گیلبرت استوارت در زمانی در پاسخ به مشتری ناراضی در ترسیم پرتره همسرش گفت تو یک سیب زمینی رو به رویت قرار دادی و حالا انتظار یک هلو داری! یک پرتره موفق می‌تواند به صورت مادام العمر قدردانی مشتری را در پی داشته باشد. ایونت بالتازاهور بسیار از پرتره ترسیم شده همسرش توسط رافائل راضی بود و هنرمندان را این گونه خطاب می‌کرد: تصویر تو… به تنهایی می‌تواند باعث کاهش نگرانی‌های من شود. این تصویر دلخوشی من است، لبخند مستقیم مرا در پی داشته و برایم شادی به ارمغان می‌آورد."

## باستان

### ریشه پرتره

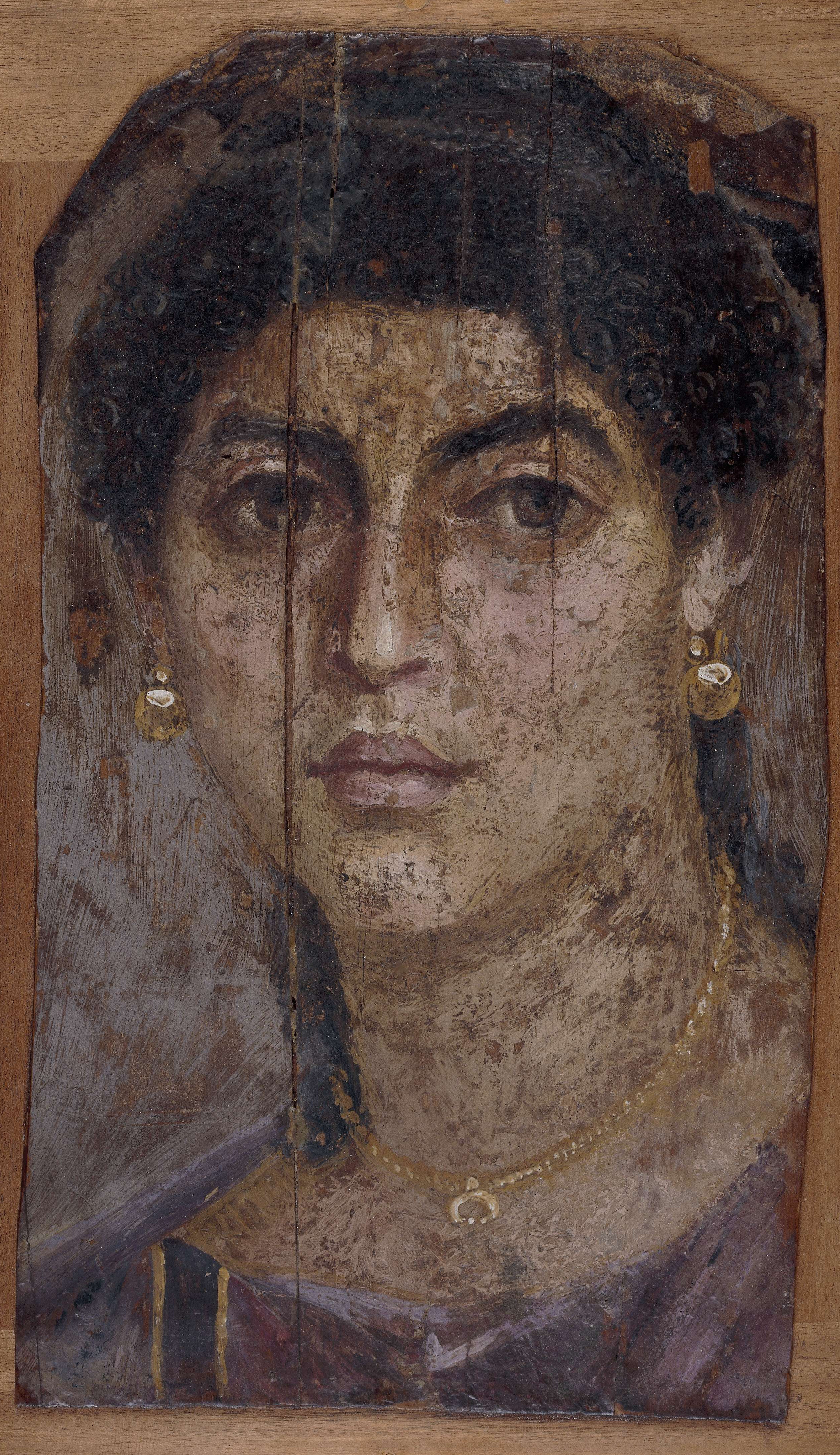
Roman-Egyptian funeral portrait of a woman

احتمالاً به ما قبل تاریخ بازمی‌گردد، هرچند برخی از کارها امروزه یافت شده‌اند (مربوط به آن دوران). در هنر تمدن باستان ماه حاصلخیز، به خصوص در مصر، مربوط به تصویر کشیده شده‌است. پرتره مصری تاحدودی به شباهت اصرار دارد، حداقل تا دوره آختالون در قرن چهاردهم قبل از میلاد این‌گونه بوده‌است. نقاشی پرتره از افراد برجسته در چین احتمالاً به حدود ۱۰۰۰ سال قبل از میلاد بازمی‌گردد هرچند از آن دوران گونه‌ای باقی نمانده‌است که از این جهت می-توان گفت وجود چنین پرتره‌هایی به ۱۰۰۰ سال پس از میلاد مسیح بازمی‌گردد. با استناد به مدارک تاریخی- ادبی ما می‌دانیم که نقاشی باستانی یونان شامل پرتره معمولاً به‌طور شدیدی دقیق است اگر تحسین نویسنده را باور داشته باشیم، اما هیچ نمونه نقاشی باقی نمانده‌است. سرهای حجاری شده از حاکمان و افراد مشهوری نظیر سقراط در برخی جاها هنوز باقی مانده‌است و شبیه مجسمه‌های نیم تنه فردی حاکمان کلیمی یونانی بر روی سکه‌ها می‌باشد؛ که نشان می‌دهد که پرتره‌های یونانی موفق به انجام رساندن شباهتی مناسب شده‌اند و موارد محکم‌کننده نوعی تملق برای سقراط است چرا که او مشهور و معروف به ژست صورت بودن است. جانشینان اسکندر به ترسیم و تعریف ساختاری از سر او بر روی سکه‌هایشان پرداختند که به زودی خودشان از آن استفاده کردند. پرتره رومی ترکیبی از پرتره یونانی و اتراسکن می‌باشد که با یک سنت بسیار قوی گسترش یافت که در رابطه با مذهب نیاکان آن‌ها و نیز آداب رومیان بود. تعداد معدودی نقاشی باقی‌مانده که پرتره فایوم، آرمگاه الین و سوران از آن دسته می‌باشد. به‌طور آشکار تولیدات محلی منعکس‌کننده روش‌های یونانی در قیاس با روش‌های رومی هستند که می‌توان به حجاری سرها، پرتره‌های متوسط آرامگاه‌ها و هزاران نمونه از پرتره سکه‌ها اشاره کرد. بزرگ‌ترین گروه نقاشی‌های پرتره مربوط به نقاشی‌های خاکسپاری است که در آب و هوای خشک مصر در ناحیه Fayum باقی مانده‌است که مربوط به قرون ۲ تا۴ بعد از میلاد است. تنها یک نقاشی دوره رومیان است که باقی مانده‌است که جدا از نقاشی آبرنگ است هرجند که بر اساس نوشته‌های pliny، بزرگ کلیسا که این پرتره را ترسیم کرده در زمان برقراری یونان این کار راانجام داده و با هنرمندهای مرد وزن این کار صورت گرفته‌است. در زمان او «پلینی» pliny از انحطاط و افول دوران هنر رومی شکایت کرده: نقاشی پرتره‌ای که در طول سالیان به منظور انتقال دقیق شباهت مردم استفاده می‌شده‌است کاملاً نابود شده‌است و… تن آسایی و راحت طلبی هنرها را خراب کرده‌است. پرتره‌های تمام صورت رومی–مصری استثناهای خوش شانسی بودند که تاحدی بیان‌کننده حس واقعی جزئیات نسبی و فردی بودند (معمولاً چشم‌ها بزرگتر از اندازه واقعی بیان شده‌اند و تغییرات مهارت‌های هنری به‌طور قابل ملاحظه ای از فردی تا فرد دیگر تغییر می‌کند) نقاشی‌های Fayum بر روی چوب یا عاج فیل ترسیم شده که با موم یا صمغ رنگ‌آمیزی شده‌است (نقاشی که با موم آب کرده بسازند) یا آنکه با رنگ لعابی صورت گرفته و در یک جسد مومیایی شده قرار داده شده تا بدن، آن را در ابدیت ملاقات کند. هنگامیکه نقاشی پرتره با حالت آزاد (ایستادن تنها، بدون وجود تکیه به دیوار) در روم کاهش یافت، هنر پرتره در روم به ساخت و تزیین پیکرها رشد پیدا کرد که خاستگاه سبک واقع گرایانه تری بود. در طول قرن چهارم میلادی، پیکره‌سازی (پرتره پیکره) چیره شده بود که به نوعی به طرفداری از دایره‌های حقیقی از اینکه فردی به چه صورتی به نظر می‌رسد می‌پرداخت. در دوران آخر عهد باستان رغبت به شباهت‌های شخصی و فردی در ترسیم به‌طور قابل ملاحظه‌ای کاهش یافت و بیشتر سکه‌ها و قالب‌های کنسولی دو لوحی به‌ندرت به‌صورت فردی درمی‌آمدند اگرچه در همان زمان هنر ابتدایی مسیحی شامل تصاویری با سنجش متغیر و منصفانه برای ترسیم عیسی و دیگر بزرگان در هنر مسیحی نظیر یوحنا (یحیی) تعمید یافته یا حواری پرهیزگار، ارئه شد.

### قرون وسطی
بیشتر نقاشی‌های نو ظهور عهد قرون وسطی، پرتره‌های مصالحی بودند که به‌طور اولیه بیشتر به پاپ‌ها (کاتولیک اعظم) در موزائیک‌های رماختصاص داده شده در نسخ خطی، با مثالی که ارائه شده به صورت سلف پورتژ توسط سوسیژ، عالم، عارف، دانشمند ،موسیقی دان هایدگر می‌باشد. در سکه‌های آن دوران مقداری کوشش به منظور تصویرگری یافت می‌شود. سنگ مقبره‌ها مربوط به دوره تمدن رومی هستند. بین سال‌های ۱۳۵۰–۱۴۰۰، ساختارهای غیر وابسته به دین در نقاشی‌های آبرنگی و تابلویی ظهور یافتند نظیر تابلوی دریافت بیعت (وفاداری) با چارلز چهارم توسط مسترتئودوری و پرتره‌ها بار دیگر به بیان شباهت‌های چهره به‌طور آشکار پرداختند. در اواخر قرن، پرتره‌های رنگ روغن شخص معاصر، نقاشی شده بر روی صفحات کوچک چوبی در فرانسه و بورگاندی پدیدار شد، در ابتدا به صورت نیم رخ و سپس از جنبه‌های دیگر. نقاشی ای که از ریچارد دوم انگلستان در سال ۱۴۰۰ توسط ویهون دیپتیچ ترسیم شده‌است یکی از دو پرتره برجای مانده‌است که نمونه‌ای از هنر معاصر است. ظهور زود هنگام اربابان پرتره هلندی شامل هان ون ایچ، روبرت کمپین، راجیر ون در ویلان قابل ذکر است .پرتره‌های مصالحی به عنوان نسخه پیشکش رواج یافتند یا در صفحه‌های اصلی امور مقدس شرکت یافتند؛ و تصاویر خصوصی عاشقانه به عنوان موارد بسیار قابل توجیهی مانند «مریم باکره» (Virgin Mary) به ظهور رسیدند.
۲٫۳ - دوره و فرهنگ رنسانس: عهد رنسانس به عنوان نقطه بازگشتی در تاریخ پرتره می‌باشد. تمایل به جهان طبیعی و فرهنگ کلاسیک روم و یونان ایجاد شد و پرتره هم به عنوان مورد ارزشی و هم به عنوان نگارشی از موفقیت قانونی و دنیوی شناخته می‌شود. نقاشی به‌طور عمومی به سطح متعادل جدیدی از هارموی(؟)، بصیرت دست یافته و هنرمندان بزرگی نظیر میکل آنژ، لئوناردو داونچی و رافائل به عنوان نوابغ شناخته شدند؛ و بالاتر از سوداگری عنوان خدمتگذار کلیسا و محکمه شناخته شدند. بیشتر نوآوری‌ها در فرم‌های متنوع پرتره حاصل همین دوران پربرکت است. سنت پرتره مینیاتوری آغاز شد که تا زمان عصر عکسبرداری محبوب ماند که به گسترش مهارت‌های نقاشان در مینیاتور انجامید. پرتره پروفایل که الهام بخش مدالیون‌های باستانی است به‌طور ویژه‌ای در ایتالیا بین سال‌های ۱۴۰۰ تا ۱۵۰۰ محبوبیت داشته‌است. مدال‌ها با تصاویر در دو رو نیز الهام بخش حیاط کوتاهی برای نقوش دو سویه نوپا در رنسانس بودند. مجسمه‌سازی کلاسیک نظیر Apolo Belredere مؤثر بر طرح انتخاب شده توسط پورتریت‌های عهد باستان بود،انتخابی که به‌طور پیوسته در قرن‌ها مورد استفاده بود. هنرمندان شمال اروپا مسیر پورته رئالستیک برای موارد پیکر تراشی را راهبردی کردند. رئالیسم بزرگتری که ناشی از عملکرد هنرمندان شمال بود در قرن پانزدهم به صورت قلم موهایی ضخیم‌تر بروز کرد و بر رنگ‌های روغنی تأثیر گذاشت و این در حالی بود که نقاشان ایتالیایی و اسپانیایی هنوز از رنگ لعدی بهره می‌جستند. در میان ابتدائی‌ترین نقاشانی که به گسترش تکنیک روغنی همت گماردند می‌توان به جان ون ایدس اشاره کرد رنگ و روغن قابلیت ایجاد بافت بیشتری را دارد و دسته‌بندی ضخامت‌ها را می‌توان با آن انجام داد و لایه بندی را با تأثیر بیشتری انجام داد مضاف بر اینکه با بکارگیری هر لایه بر دیگری به‌طور افزاینده‌ای قطر افزایش میابد همچنین رنگ و روغن با سرعت کمتری خشک می‌شود و این اجازه را به هنرمند می‌دهد که با سهولت بیشتری تغییراتی نظیر اصلاح جزئیات چهره را انجام دهد. انتلو دامسینا یکی از نخستین ایتالیایی‌هایی است که از رنگ روغن بهره برده‌است. در بلژیک آموزش در سال ۱۴۷۵ ساکن ونیز شد و تأثیرات قابل ملاحظه‌ای را بر جیروانی بلینی و مدرسه شمالی ایتالیایی‌ها گذاشت. در طول قرن شانزدهم، رنگ روغن به عنوان چیزی میانی (متوسط) در سرتا سر اروپا محبوبیت داشت که امکان پرداخت بهتر در جواهرات و لباس‌ها (ایجاد وضوح بهتر) را می‌داد و کیفیت تصاویر را نیز تحت تأثیر قرار داد و باعث تغییر آن‌ها از چوب به کرباس شد. این مسئله در اوایل قرن ۱۶ در ایتالیا آغاز و در قرن بعد در شمال اروپا گسترش یافت. کرباس مقاومت بیشتری را نسبت به چوب در برابر ترک داشت، رنگدانه را بهتر نگه می‌داشت و آماده‌سازی کمتری را نیاز داشت اما در ابتدا به‌طور کلی نادرتر (کمیاب تر) از چوب بود. در شروع کار شمالی‌های اروپا ترسیم نیم رخ را کنار گذاشتند و به ایجاد پرتره از حجم واقع‌گرایانه و چشم‌انداز پرداختند. در هلند جان ایکل وان پیشتاز صورتگری شد. ازدواج آرنولفینی یکی از شاخصه‌های هنر غربی است (موزه ملی لندن ۱۴۳۳) که یک نمونه زودهنگام از پرتره یک زوج به صورت تمام قد را بیان می‌کند که بسیار با شکوه با رنگ‌های گران‌قیمت و جزئیات دلپسند نقاشی شده‌است و همین قدر مهم است که انقلابی در هنر بپا کرده و در تمام اروپا گسترش یافت. از هنرمند آلمانی جوانتری که سبک نقاشی روغنی را در موصل استادی به کار بردند می‌توان به البرت دایرر، هنز هالبین، لوکاس کرنچ اشاره کرد. کرنچ جز اولین هنرمندانی بود که نقاشی تمام قد با اندازه طبیعی پرداختو این سنت پس از او ادامه یافت. در آن زمان انگلستان دارای نقاش‌های پورترهٔ دست اول و هنرمندانی نظیر هالبین در کنار مشتری‌های انگلیسی بود. تصویر او از تامس مور (۱۵۲۷) اولین مشتری با اهمیت او در انگلستان بود که سبک واقع گرایانه اش به عکسبرداری شبیه بود. هولبین نقاشی موفقی را از خانواده‌های سلطنتی شامل هنری هشتن دورر یک طراح برجسته بود و یکی از هنرمندان بزرگی بود که سلسله مراتب سلف پرتره شامل نقاشی از تمام صورت را سامان داد. او همچنین نقاشی سلف پرتره خودش را به عنوان تماشاگر در چنین نقاشی مذهبش قرار داد. او سلف پرتره را در سیزده سالگی آغاز کرد و سپس رمبرانت آن سنت را گسترش داد.
در ایتالیا ماسکاکائو با بکارگیری چشم‌اندازهای رئالستیک به مدرنیزه کردن «نقاشی آبرنگ بر روی گچ» فرسکو (Fresco) پرداخت. فیلیپیلونا این مسیر را هموار کرد و شاگردش رافائل به گسترش رئالیسم در سطوح بالاتر در ادامه دهه‌هایی که او بر دیوارها نقاشی یادگاری می‌کشید در ایتالیا پرداخت. در طول این زمان پرتره نامزدی محبوبیت یافت که به عنوان ویژگی خاصی از لورانتو یاد می‌شود. در ابتدای رنسانس نقاشی پرتره عموماً به صورت کوچک و در برخی موارد با سرپوش‌های حمایتی، وابسته یا لغزشی همراه بوده‌است. در طول رنسانس اعیان و نجبا اهل میلان و فلورانس به‌طور ویژه خواهان بازنمایی‌های واقع‌گرایانه تری از خودشان بودند. چالش بر سر متقاعد شدن برای خلق چشم‌اندازهای تمام رخ و سه چهارمی به ایجاد آزمایش‌ها و نوآوری‌ها انجامید. ساندرو، دل فرانسزا، دومنیکو قیرلاندای، لرانتو دی کاردی و دیگر هنرمندان به گسترش تکنیک‌های خودشان پرداخته و بر اساس آن اضافه کردن پرتره به مذاهب سنتی و مفاهیم کلاسیک رواج یافت. لئوناردو دا وینچی و پیسانلودر میان نخستین هنرمندان ایتالیایی بودند که به اضافه کردن سنبل‌های نمادین به پرتره‌های با مفهوم دنیوی پرداختند. یکی از شناخته شده‌ترین پورتره‌ها تصویر معروف به Mona lisa توسط لئوناردو دا وینچی است که به نام Lisa del Giocondo از اعضای خانواده Gheradini از فلورانس و توسکانی و همسر بازرگان متول ابریشم فلورانسی به نام Francesco del Giocondo می‌باشد که به نام «لبخند ژوکوند» مشهور است و نمونه شگرفی از بکارگیری بی تثارنی زیرکانه در چهره می‌باشد. در دفترچه‌های یادداشت در رابطه با کیفیت نور در این نقاشی داوینچی چنین می‌گوید: «درجه بسیار عالی از زینت بخشی در نور و سلیه به چهره‌هایی اضافه شده که در درگاه اتاق تاریک قرار دارند، جایی که چشمه‌های نظاره گر، قسمت سایه اندود چهره مبهم را با سایه‌های اتاق دیده و قسمت‌های روشن چهره را با درخشندگی بیشتری که هوا به آن می‌بخشد درک می‌کند. در سراسر آن با افزایش نور و سایه، چهره تسکین بهتری را از خودش به نمایش می‌گذارد». لئوناردو از شاگردان Verro cchio بوده‌است. پس از عضویت یافتن به صنف نقاشها، او شروع به اعانه‌های مستقل کرد. از دیگر پرتره‌های به‌یادماندنی او می‌توان به تصاویر اشراف‌زادگان نظیر Ginevra , Debena, Cecilia Gallerani اشاره کرد. پرتره‌هایی که رافائل در ازای دریافت پول ترسیم کرد بسیار بیشتر از کارهای لئوناردو بوده‌است. او گستره بزرگی را از ژستها، روشنائی‌ها و تکنیک‌ها به ظهور رساند. به جای ایجاد انقلاب‌های مبتکرانه کارهای رافائل به شدت پیشرفته شده، استحکام یافته شده و تصفیه شده جریان‌های معمول عهد رنسانس بوده‌است. او به‌طور ویژه‌ای در پرتره‌های گروهی خبره شده بود. شاهکار او با عنوان «مدرسه آتن» یکی از بهترین نقاشی‌های آبرنگی گروهی است که متضمن شباهت‌های لئوناردو دا وینچی، میکل آنژ، برومانت و خود رافائل در ظاهر فلاسفه عهد باستان است. این اولین پرتره گروهی هنرمندان نیست. چند دهه قبل از آن Paolo Vcello یک پرتره گروهی شامل Giotto , Donatello , Antonio و برونسکی نقاشی کرد. بروز برتری‌هایش رافائل را تبدیل یک پرتره محبوب پاپ‌ها نمود. هنگامی که بسیاری از هنرمندان رنسانس با اشتیاق پرتره‌های اعانه‌ای را قبول می‌کردند و تعداد کمی از قبول آن سرباز می‌زدند، رقسب برجسته رافائل یعنی میکل آنژ کسی بود که در ازای پرداخت‌های سنگین، عهده‌دار ترسیم Sistine chapel شد. در حدود سال‌های ۱۵۰۰در Gentille bellini , Giovanni بر نقاشی پرتره حکمفرما بودند. آن‌ها بیشترین دستمزدها را از رهبران رسمی ایالت‌ها دریافت می‌کردند. پرتره جووانی بلینی از Portrait of Doge Leonardo Loredan به عنوان یکی از بهترین پرتره‌های عهد رنسانس تلقی می‌شود که نشان دهنده استادی هنرمند از یک تکنیک تازه (در آن زمان) نقاشی رنگ و روغن می‌باشد. همچنین بلینی به عنوان یکی از نخستین هنرمندان اروپایی بود که کارهای خودش را امضاء می‌کرد اما به ندرت آن را تاریخ‌گذاری می‌نمود. بعداً در قرن شانزدهم Titian همان سبک را عهده‌دار شد، مخصوصاً با توسعه دادن تنوع ژست‌ها و نشستن‌های نمونه‌های سلطنتی اش. Titian شاید اولین ترسیم‌کننده بزرگ پرتره بچه‌ها بوده‌است. پس از آن که بیماری او را از پای درآورد Tintoretto , Veronese هدایت‌کننده هنرمندان ونیسی شدند و به کمک برای تغییر سبک و اطوار ایتالیایی پرداختند. صاحبان سبک در بسیاری از پرتره‌های استثنائی شرکت کردند که تکیه بر پرمایه گر مواد و ظرفیت پیچیدگی ژست‌ها داشت که از میزان آن‌ها می‌توان به کارهای برونزینو، پونتر اشاره کرد. Bronzino با انجام پرتره خانواده مدیسی Medici به شهرت رسید. پرتره جسورانه او Cosimo I de Medici می‌باشد که نشاندهنده حاکمی سرسخت مسلح شده‌ای است که با چشمان خیره و محتاط به سمت دور دستان راست خود خیره شده‌است که این کاملاً در تضاد با بیشتر نقاشی‌های سلطنتی است که جالسین را فرمانروایی مهربان و مصلح نشان می‌دهد.
ال گرکو کسی بود که برای ۱۲ سال در Veruce به آموزش پرداخت و پس از رسیدنش به به اسپانیا به سوی جهتی افراطی با تأکید بر «نگاه درونی جاس» از دیدگاه نقصان حقیقت منظر فیزیکی (جسمی) پرداخت. یکی از بهترین پورتریست‌های قرن ۱۶ ایتالیا Sofonisba Anguissola می‌باشد، کسی که پرتره‌های فردی و گروهی با سطح جدیدی از پیچیدگی برانگیخت.
پرتره محکم در فرانسه هنگامی شروع شد که هنرمند فلاندرزی Jean Clouet تصویر بی‌اندازه زیبایی به نام فرانسوای اول را در حوالی سال ۱۵۲۵ ترسیم کرد. شاه فرانسیس حامی بزرگ هنرمندان و یک جمع‌آوری‌کننده طماع آثار هنری بود که لئوناردو دا وینچی را در سال‌های پایان عمرش برای زندگی به فرانسه دعوت کرد. پس از مرگ لئوناردو تصویر مونالیزه در فرانسه باقی ماند.

### سبک عجیب غریب و منسوخباراکوروکوکودر قرن ۱۸ میلادی

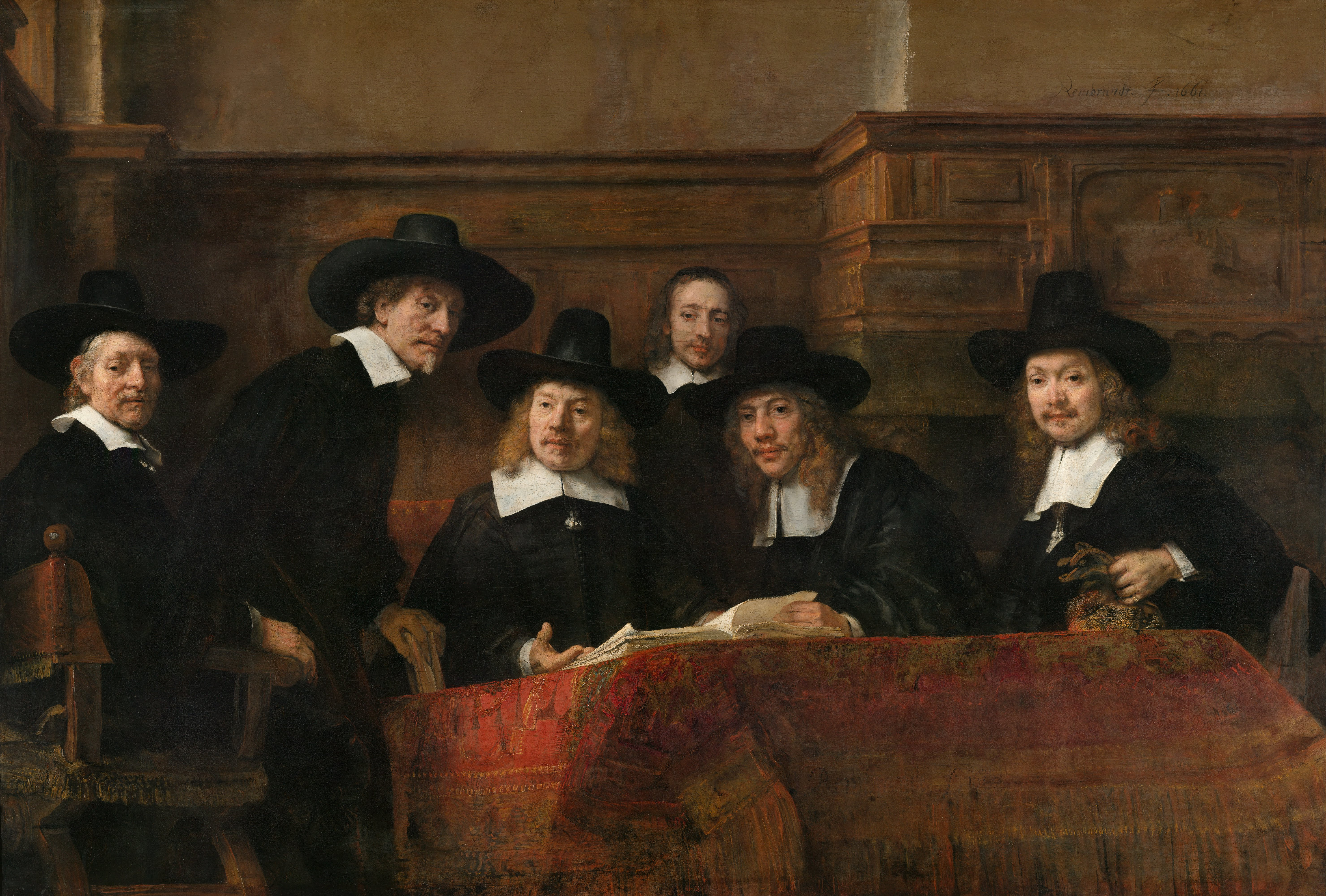
رامبرانت پرتره گروهی، The Syndics of the Clothmaker's Guild, ۱۶۶۲.

در طول دوران باراکوو روکوکو به ترتیب در دوران قرن ۱۷ و ۱۸ پورترها از حیث ثبت حالت و موقعیت اهمیت بیشتری یافتند. چیرگی اجتماعی با رهبران سکولار در محکمه‌های قدرتمند رو به افزایش بود. تصاویری شاخص از افراد آراسته مویر اختیار در اظهار نظر اشخاص مهم است. نقاشان فلاندرزی نظیر سر انتونی وان دیک، پتر پائول رابن در این نوع پورتره‌ها بسیار بودند، در حالی که وان وارمر پرتره‌هایش را بیشتر از کلاس‌های متوسط نظیر حالات سرکار و بازی خارج از خانه می‌کرد.
رابن پرتره خود و همسرش را در سال ۱۶۰۹ در سبوس عروسی به عنوان نمونه‌ای از پرتره زوجی که دارای قریحه‌ای خوش هستند ترسیم نمود. شهرت او ورای هنرش بود، او به عنوان یک درباری، سیاستمدار، جمع‌آوری‌کننده آثار هنری و تاجری موفق شهرت داشت. استودیو او به عنوان یکی از گسترده ترین‌ها در زمان خودش می‌باشد که با بکارگیری متخصصانی در تصاویر اشیاء بی جان، چشم‌انداز، حیوانات و نمایش صحنه مصادف بر پرتره فعالیت می‌کرده‌است، او به مدت دو سال به آموزش پرداخت. چالز اول انگلستان ابتدا رابن را ترفیع داد و به او جایگاه و مقامی درخور اعطا کرد. چنان‌که ثبت شده در تاریخ: او همواره با لباس‌های باشکوهی دیده می‌شد و تعداد بیشماری نگهبان و اسباب و لوازم جنگی با خود داشت و تصویر یک اصیل را به صورت تابلو در خانه‌اش نگه می‌داشت که تعداد کمی از شاهزاده‌ها آن را ندیده‌اند.
در فرانسه هایسینس ریگاد بر همان مسیر تسلط داشت، او همچنین به عنوان مورخ عالی‌رتبه سلطنتی فعالیت داشت که پرتره‌هایی را از ۵ پادشاه فرانسه ترسیم کرد.
[File:Retrato del Papa Inocencio X. Roma, by Diego Velázquez.jpg|thumb|right|دیه‌گو ولاسکز، اینوسنت دهم, ح. ۱۶۵۰, Doria Pamphilj Gallery, رم.]]
یکی از ابتکارات عهد رنسانس بهسازی ارائه حالت چهره همراه با حالات متفاوت می‌باشد. به‌طور ویژه، نقاش هلندی رامبرانت به کاوش حالات بسیاری از چهره انسان پرداخت، خصوصاً اینکه او به عنوان یکی از سلف پورتره‌های شاخص زمان خود مطرح بود که در مدت عمرش بیشتر از ۶۰ عدد سلف پرتره ترسیم کرده‌است.
این علاقه‌مندی به چهره بشر به خلق نسل اولیه کاریکاتور رسید. بر خلاف سکون اروپا، هنرمندان هیچ گونه پیشنهاد از کلیسای کالوانیست که چنین تصاویری را ممنوع می‌دانستند دریافت نشد یا حتی از طبقه اشراف که واقعاً نا موجود بود (یعنی اصلاً دریافت نشد). به جای آن در خواست‌ها از جوامع مدنی و تجاری ارائه شد. نقاش هلندی فران هالز با به‌کارگیری ضربات و حرکات متغیر بروس از رنگ‌های روشن برای حیات بخشیدن (جان بخشیدن) به پرتره گروهی اش استفاده می‌کرد، شامل آن نگبانان شهری که به او تعلق داشتند. رامبرانت به‌طور قابل ملاحظه‌ای از ترسیمات در قبال دریافت پول منفعت برد.
خصوصاً افزایش بهای عمومی هنر با مشتری‌های کاسب کار و طبقه متوسط جامعه باعث شد که او نقاشی پرتره را همانند تصاویر اشیاء بی جان و نقاشی طبیعت پشتیبانی می‌کند؛ و وضاف بر آن او به عنوان نخستین دلال دادو ستد تابلوهای هنری در هلند در زمان خودش پیشرفت کرد.
با وجود تقاضاهای بسیار رامبرانت قادر به آزمایش تکنیک و ارایش‌های غیرمعمول گردید به عنوان نمونه (نقاشی سیاه قلم). او این ابتکارات را به نمایش گذاشت و با اساتید ایتالیایی نظیر کاراواجو پیشگام شد که کار برجسته او به نام «نگهبان شب» ۱۶۴۲ معروف است.
در س آناتومی دکتر تالپ در سال ۱۶۳۲ دیگر نمونه خوبی از تسلط رامبرانت در نقاشی گروهی است که در آن او تصویر شستشوی جسد را در نور روشن نشان داده‌است که هدف جلب توجه به مرکز نقاشی در زمانی است که پوشش و پس زمینه به سیاهی ادغام می‌شوند و چهره پزشک طرح و دانشجویان او بسیار برجسته و عالی نمایش داده شده‌است؛ و نیز این اولین نقاشی است که او با نام کامل خود اضا کرده‌است.
در اسپانیا دیه‌گو ولاسکز در سال ۱۶۵۶ ندیمه‌ها «Las Meninas» را نقاشی کرد که یکی از پرتره‌های گروهی بسیار معروف و معمایی (مبهم) در تمام زمان‌ها می‌باشد.
این نقاشی به یاد آورنده هنرمند و فرزندان خانواده سلطنتی اسپانیا می‌باشد و به نظر می‌رسد که جالسان زوج‌های سلطنتی بودند که تنها در بازتابی از آیینه دیده شده‌اند.
او خیلی سریع به یکی از نقاشان برجسته دربار فیلیپ چهارم مبدل گشت و برتری داشتن در هنر پرتره و ذکر جزئیات را پیچیدگی‌ها در پرتره‌های گروهی از شاخصه‌های کار او بود.
هنرمندان روکوکو ای که به‌طور ویزه مایل به تزئین پیچیده و گران‌قیمت داشتند به عنوان اساتید و بزرگان پرتره تصحیح شده مطرح شدند.
توجه آن‌ها به جزئیات لباس و بافت، کارایی آن‌ها را در پرتره به عنوان تعهدی به دارائی‌های جهان افزایش داد که گواه آن پرتره معروف فرانسوئیس بوچر از ماداما د پامپادور که را در لباس زنانه ابریشمی نشان می‌دهد. نخستین نقاش پرتره بومی مدرسه بریتانیایی نقاشان انگلیسی توماس گینزبارو و جاشوا رینولدز بودند که تخصص آن‌ها در ارائه نوع پوشش مورد طرح بود به گونه‌ای که آن را به حالت بسیار جذاب نشان می‌داد. پسر آبی پوش یکی از مشهورترین و شناخته شده‌ترین پورتره‌ها باری تمامی دوران است که با قلم موهای بلند و رنگ روغن به منظور ثبت تأثیر سوسو زدن نور بر روی لباس ابی محلی ترسیم شده‌است.
او همچنین برای تنظیمات و ترسیمات استادانه پس زمینه موارد نقاشی شده اش نیز معروف است. این دو نقاش انگلیسی در زمینه به‌کارگیری دستیار نظرات متفاوتی داشتند. رینالدز آن‌ها را به صورت پیوسته به کار می‌گرفت و گاهی ۲۰٪ از دستمزد خودش را به آنان می‌داد در حالی که گینزبارو به ندرت کسی را به دستیاری قبول می‌کرد.
گاهی اوقات مشتری یک گروهی از هنرمند برمی‌داشت به‌طوری‌که سِر ریچارد از پورترسیت پتر لی چنین کرد و سپس قسم یاد کرد که از آغاز تا پایان پرتره با دستان خودش ترسیم خواهد کرد. در انگلستان نقاش برجسته ویلیام هوگارث کسی بود که جرات کرد روشهای سنتی را کنار بگذارد و این کار با معرفی شوخی و خوشمزگی در پرتره اش اتفاق افتاد.
نقاشی سلف پرتره او با اضافات (تفاله) نشان دهنده طبع شوخی او می‌باشد. در قرن هجدهم نقاشان اهمیت نوئی به خصوص در بحث پرتره دست پیدا کردند. نقاش فرانسوی زن قابل ذکر را می‌توان الیزابت لوئیس ویگی لوبرن اشاره کرد.
از ایتالیا نقاش مداد رنگ روزالبا کریر و هنرمند سوئیسی انجلیکا – همچنین در طول آن قرن قبل از ابداع عکس‌برداری نقاشی پرتره مینیاتور با دقتی باور نکردنی و اغلب با روکش طلایی و لعاب گرفته شده با ارزش بالا ارائه می‌شد.
در ایالات متحده سینلتائو به تدریس روش تصحیح شده بریتانیایی پرداخت و به عنوان آموزش گر نقاشی اندازه طبیعی و مینیاتوری انجام وظیفه کرد و با نقاشی‌های واقع گرایانه‌ای از پائول رور و ساموئل ادامز به طو ر ویژه‌ای مورد توجه واقع شد.
کاپلی همچنین برای تلاش به منظور ترکیب پرتره با مفاهیم آکادمیک با دید نقاشی تاریخی قابل توجه است.
او همچنین برای ترسیم پرتره گروهی از افراد ارتشی معروف، شناخته شده‌است. همگام با او در شهرت گیلبرت استوآرت است که بیش از ۱۰۰۰ پرتره را که از میان آن‌ها پرتره ریاست جمهوری نیز معروف است ترسیم نمود. او بیشتر از ۱۰۰ تصویر عینی از جورج واشینگتن کشید (به تنهایی). او سریع کار می‌کرد و از برس‌هایی که بسیار جزئی نگار بودندمانند کاپلی که به منظور ثبت حس مورد نقاشی استفاده می‌کرد، استفاده نمی‌کرد.
برخی اوقات او چندین نسخه برای مشتری تنظیم می‌کرد و از او می‌خواست که هر کدام را که دوست دارد انتخاب کرده و بردارد. دیگر هنرمندان آمریکایی در دوران مستعمراتی را می‌توان جان سیمبرت، ترامبال، بنجامن وست، رابرت فیک، رمبرانت پیر دانست

### قرن نوزدهم

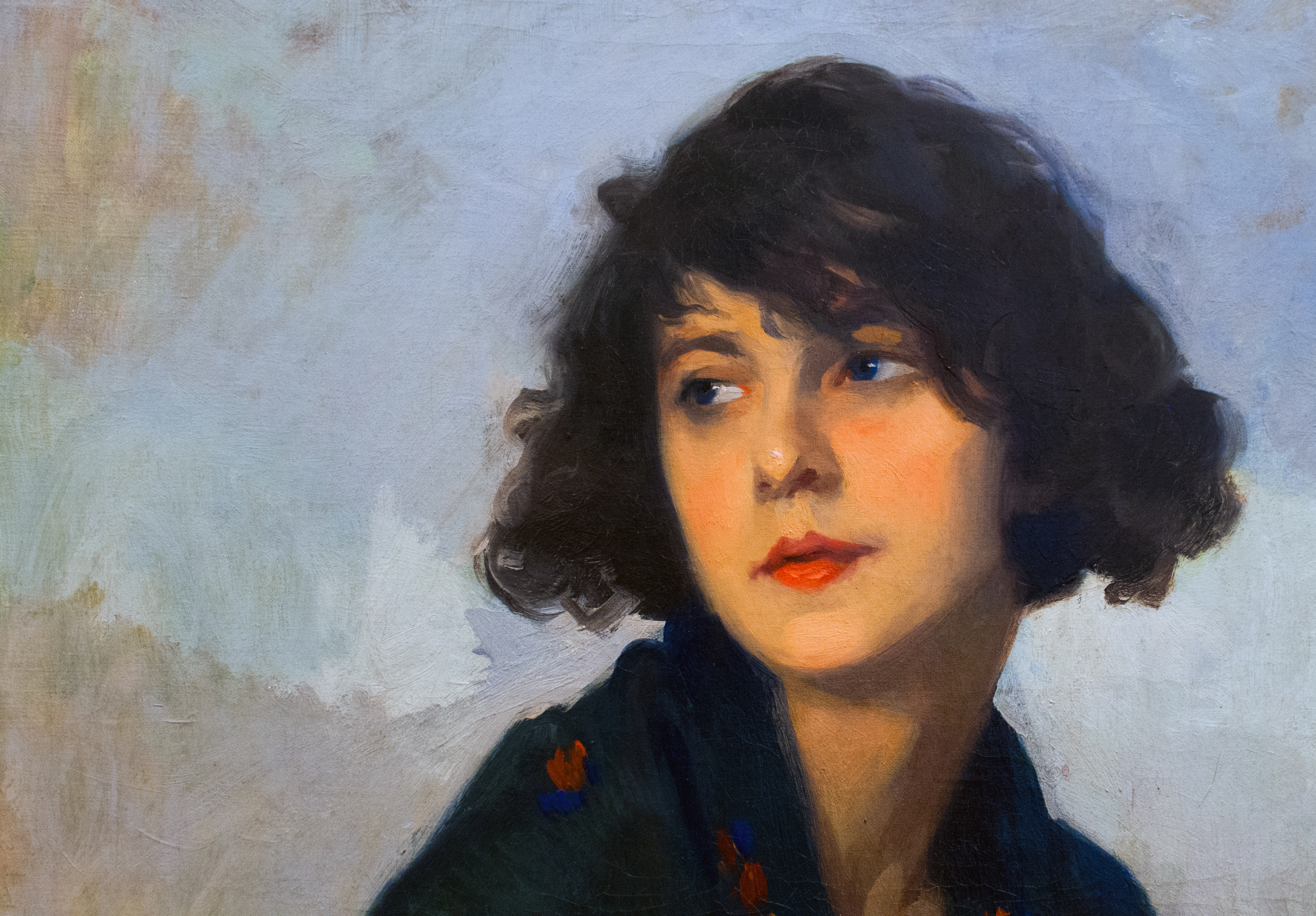
نگاره‌ای از جزئیات صورتِ تابلوی زنی با شال آبی، اثر سیپرین اوژن بوله، نقاش پرتره‌نگار فرانسوی. این اثر اکنون در مالکیت پیناکوتکای سائو پائولو قرار دارد.

در اواخر قرن ۱۸ و اوایل قرن ۱۹هنرمندان نئوکلاسیک (هنر بر اساس سنت و طراحی ساختمان ناشی از عهد باستان) این رسم سنتی نمایش موضوع در آخرین مد را ادامه دادند.
هنرمندان با استفاده از نور مستقیم به منظور تعریف بافت و گردی ساده صورت و اعضا بدن بهره جستند. نقاشان فرانسوی ژاک لویی داوید و ژان اگوست دومینیک انگر ذوق هنری خودشان را با تفکیک‌های نقشه‌کشی به عنوان نگاهی تیزبین برای کاراکترها مطرح کردند.
هنرمندان رمانتیک که در طول نیمه اول قرن ۱۹ فعالیت کرده‌اند پرتره‌هایی را از راهبران امید بخش، زنان زیبا و موضوعات تحریک‌کننده ترسیم کرده‌اند که هنرمندانی نظیر انجین دلاکوریکس و تئودور گریکالت هنرمندان فرانسوی با این سبک بودند که تابلوی اسب بی‌باک جز این گونه ترسیمات است.
یکی از موارد مثال زدنی هنرمندان رمانتیک در لهستان که به ممارست و تمرین پرتره پرداخت Piotr Michalowski (۱۸۰۰/۱۸۵۰) می‌باشد.
همچنین مورد قابل توجهی از سری پرتره‌های گری کائول مربوط روانی ۱۸۲۷–۱۸۲۴ است. نقاش اسپانیایی فرانسیسکو د گوی نقاشی‌های بسیار سخت و محرک از دوره شامل (۱۷۹۷–۱۸۰۰) ماجای برهنه و نیز پرتره معروف محکمه از چالز چهارم را کشید.
هنرمندان واقع گرای در قرن نوزدهم میلادی گوستاوا کاابرت به ترسیم پرتره‌هایی روی آوردند که به افراد کلاس متوسط و پایین جامعه می‌پرداخت. او برای نشان دادن مکتب رمانتیکی خودش چندین سلف پرتره از خودش ترسیم کرد که او را در حالات و قیافه‌های مختلف نشان می‌داد. دیگر واقع گرای فرانسوی اونوره دومیه که به تولید کاریکاتورهای فراوان از هم دورانش کشید. آنری دو تولوز-لوترک کسی بود که به شرح مجریان تئاتر نظیر jade Avril در حالی که او را بازداشت کرده بودند پرداخت. ادوارد مانت یک هنرمند بود که از سبک رئالیسم به سمت مکتب ادراک و تجسم حرکت کرد. او یک پورتریست مهم در دیدگاه و تکنیک بود که نقاشی اش از مالارم نمونه خوبی از گونهٔ انتقالی بود. هم دوره او یعنی ادگار دگاس یک نقاش رئاستیک بود که نقاشی او با عنوان پورتره‌ای از خانواده Bellelli نشان دهندهٔ خانواده‌ای ناکام و شوربخت می‌باشد که یکی از بهترین پورتره‌ها است.
در آمریکا توماس الانز نقاش پرتره نخست حضور داشت که رئالسم را به سطح جدیدی از رک گویی رسانید. به خصوص با دو پرتره از طراحی در سر کار جراحی و نیز تابلویی در مورد قهرمانان و نوازندگان در حال فعالیت.
در بسیاری از پورتره‌ها نظیر Eakins ,mrs Edith mahoo به‌طور جسورانه‌ای حالات غیر چاپلوسانه از غم و مالیخولیایی نشان می‌دهد. رئالیست‌ها در سال ۱۹۷۰ راه را به impressionist واگذار کردند؛ که تا حدودی به دلیل درآمد اندکشان بیشتر ایمپرشیویست‌ها با تکیه بر دوستان و خانواده‌هایشان برای آنان مدلی ایجاد می‌کردند و آن‌ها گروه‌های محرم و صمیمی یا موارد فردی را در بیرون اتاق ترسیم می‌کردند. سطوح براق نقاشی آنان قابل ذکر است. پرتره‌های آنان اغلب خودمانی و دارای جاذبه است. نقاشان فرانسوی نظیر کلود مونت و آگوست ونیور به خلق بیشترین تصاویر محبوب فردی و گروهی پرداختند.
هنرمند آمریکایی ماری که به آموزش و کار در فرانسه مشغول بود امروزه به نقاشی‌های ما در و کودک معروف است. پل گوگن و ونسان ون گوگ به عنوان نقاشان پسادریافتگری فعالیت کردند که به نقاشی پرتره از مردمی که می‌شناختند پرداختند و سلف پرتره‌های قدرتمندی از خود ساختند.
سارگنت به‌طور کلی پسادریافتگری را مردود دانست و در دوره خودش یکی از بهترین پورتریست‌ها به‌شمار می‌رفت که با استفاده از تکنیک‌های اغلب رئالستیک آثار درخشانی را ارائه داد.
او مسعد پرتره‌های فردی و گروهی بود و بیشتر از خانواده‌های سطح بالا (متمول) پوره تره می‌کشید. او در فلورانس متولد شد و والدین ایتالیایی و آمریکایی بودند. او در آلمان و فرانسه و ایتالیا تحصیل کرد و او را از آخرین بزرگان پرتره سنتی انگلیسی که توسط وان دیک ابداع شد می‌دانند.
یک پورتریست آمریکایی سلیا بوکس که به سرجنت مؤنث معروف است. او از پدری فرانسوی متولد شد و از روش‌های سنتی بهره می‌جست. در قیاس سرجنت برای تکنیک شادابش، هنرمند پاریسی متولد ایتالیا جیوانی بولدینی از دوستان دگز و ویستلر بود.
هنرمند بین‌المللی زاده آمریکایی جیمز مک‌نیل ویسلر کاملاً با هنرمندان اروپایی در ارتباط بود و برخی نقاشی‌های استثنایی را ترسیم کرد که معروف‌ترین ان با عنوان «مادر و سیتلر» به سبک سیاه و سفید مربوط به سال ۱۸۷۱ می‌باشد. تمرکز او بر هارمونیک و نظم بر روی فرم و رنگ در نقاشی‌هایش می‌باشد. او برای ایجاد تأثیرات خاص در نقاشی یک سری رنگ‌هایی را ابداع کرد که می‌توان به رنگ‌هایی با تعادل فشار روانی و سایه روشن لطیف اشاره کرد.
چنانچه که او اشاره کرده‌است: موسیقی نظم صداست و نقاشی نیز نظم مینایی است و موضوع اصلی کاری با هماهنگی صدا و رنگ ندارد. فرم رنگ در کار پرتره «سزان» cenzanne هنگامی که رنگ شدید و تکنیک برخورد قلم مو پرتره تعویق یافت.
گسترش عکس‌برداری در قرن نوزدهم تأثیر به سزایی بر پرتره گذاشت، قابلیت جابجایی دوربین به عنوان کمکی برای نقاشی در نظر گرفته شد. بسیاری از متجردین به سمت استودیوهای عکس‌برداری تجمع کردند تا از خود پورتره‌ای بسازند که در میان آن‌ها «بودلر» Baudelaire نیز وجود داشت و او کسی بود که عملاً اظهار داشت عکسبرداری ضد هنر است و اما خود را مشتاق صداقت و جاذبه هنر عکاسی یافت. عکسبرداری بسیاری از سطوح پایین پرتره را ریشه کن کرد. برخی از هنرمندان حقیقت گررا نظیر Thomas Eakins ,ادگار دگز علاقه‌مند به دوربین عکاسی شدند و آن را کمک مؤثری برای ترکیب هنری یافتند. با ظهور دوربین عکاسی نقاشان پرتره هزاران مسیر را برای تفسیر دوباره پرتره و تکمیل اثرگذاری آن با عکسبرداری یافتند.
Sergant و whistler در میان آن افرادی بودند که عنوان می‌کردند تکنیک‌های آنان به خلق تأثیراتی می‌پردازند که دوربین قابلیت ثبت ان را ندارد.

### قرن بیستم
در اوایل قرن بیستم هنرمندان به توسعه منابع پرتره در جهات جدید پرداختند. هنری متیس به تولید پرتره‌های قدرتمند غیرطبیعی با رنگ پوست پرداخت. سزانه در پرتره‌هایش به سادگی بسیار تکیه می‌کند و در هنگامی که هم جواری رنگ‌ها وجود دارد از جزئیات پرهیز می‌کند.
هنرمند اتریشی Gustav klimts از تکنیک روم شرقی در رنگ‌های طلایی در پرتره یادآوری اش استفاده می‌کند. شاگرد او اسکار کوکوشکا یکی از مهم‌ترین پورتریست‌های وابسته به طبقه موفه بود.
یکی از نقاشان ارزنده و پرکار پیکاسو بود که با سبک کوبیست چندین پرتره از معشوقه خود کشید که بسیاری از آن‌ها دارای حالات حسی با خطوط شکسته و خمیده ورای حالات معمولی چهره بودند. یکی از نقاشان پرتره زن قرن بیستم که در مشارکت با اثرگذاری فرانسوی صاحب سبک بود خانم Olga Boznańska (۱۹۴۰–۱۸۶۵). هنرمندانی که به حالت کار علاقه‌مند بودند در تولیداتشان به مطالعات روان‌شناسی می‌پرداختند. هنرمندان آلمانی نظیر ماکس بکمان و اتو دیکس تابلوهای اثرگذاری پرتره حالت بر جای گذاشتند.
Beckmann یک سلف پرتره بود که حداقل ۲۶ اثر از خود بر جای گذاشت. آمادئو مودیلیانی پرتره‌های بسیاری را در حالت دراز کش ترسیم کرد که به بحث انسان مب پرداخت. برای نائل شدن به آن او تأکید بر حالت چشم و ابرو را غیرضروری دانست و به آموزش قوسهای ساده ی بدن پرداخت.
هنر بریتانیایی توسط Vorticists بیان شد که نقاشی‌های پرتره برجسته را در سال‌های آغازین قرن بیستم ترسیم کرد. نقاشی دادائیسم dada توسط francesi پرتره ترسیم شد که همانندش پرتره‌های بیشماری را در اسلوب منحصر به فردش ارائه داد. مضافاً اینکه تامارا د لمپیکا همراه با موفقیت پرتره‌هایی را از عصر هنر DECO ترسیم کرد و انحناهای بدن را در آن به نمایش گذاشت که شامل رنگ و زوایای حاده بود.
در مدرسه رئال آمریکا در سال‌های ۱۹۲۰ و ۱۹۳۰ به ترتیب Robert Henri و George bellous به عنوان پورتریست‌های خوب مطرح شدند.
Max Ernst نمونه‌ای از پرتره یک دانشگاه مدرن با نقاشی با عنوان " تمام دوستان با هم " در سال ۱۹۲۲ خلق کرد.
سهم قابل توجهی از پرتره‌های ترسیم شده در سال‌های ۱۹۳۰ تا ۲۰۰۰ توسط هنرمندان روسی ترسیم شد و به‌طور عمده در سبک سنتی رئالیتیک و تمثیلی فعالیت می‌کردند؛ که در میان آن‌ها بایستی Nicolai Fechin, Abram Arkhipov, Isaak Brodsky اشاره کرد.
تولید پرتره در اروپا(روسیه) و آمریکا به‌طور کلی در سال‌های ۱۹۴۰ تا ۱۹۵۰ کاهش می‌یابد. یکی از دلایل آن افزایش علاقه به تجرد و هنر غیر تمثیلی باشد. هر چند یک استثناء هم وجود دارد اندرو وایت کسی بود که نقاشی پرتره رئالستیک آمریکایی را راهبری کرد.
به کمک او رئالیسم به‌طور آشکار از اجزاء نقاشی‌های او به‌شمار می‌رفت. او به‌طور ماهرانه‌ای سری‌های نقاشی اش را با راهنمای “Helga” شمارگزاری می‌کرد، بزرگ‌ترین گروه پورتره‌ای تک نفره که تنها توسط یک هنرمند ترسیم شده باشد مربوط به کار او با ۲۴۷ کار مربوط به خودش می‌باشد که پرتره‌هایی را از همسایه اش Helga Testorf به صورت پوشیده و برهنه در محیط‌های مختلف از سال‌های ۱۹۷۱ تا ۱۹۸۵ ترسیم نموده‌است.
در دهه‌های ۱۹۶۰ و ۱۹۷۰ احیایی در پرتره به وجود آمد، هنرمندان انگلیسی نظیر لوسیان فروید (نوه رنگیموند فروید) و فرانسیس باکن. نقاشی‌های قدرتمدی را ارائه دادند. نقاشی‌های باکن به خاطر ترسناک بودنشان معروفیت دارند در ماه مه ۲۰۰۸ فروید پرتره ۱۹۹۵ خود را با عنوان “Benefits snpervisor” در نیویورک با قیمت ۶/۳۳ میلیون دلار به فروش رسانید. بسیاری از هنرمندان آمریکایی معاصر نظیر Alex katt, chuck close. A ndy Warhol از دیدگاه موضوعی یا ترسیم چهره بشری کار کرده‌اند. نمونه یک کار شمایلی چهره از صورت مارلین مونره از کارهای وارهول است که دارای فاکتورهای مهمی نظیر بیش از حد واقع گرایانه، به اندازه طبیعی سر را دارا است و بر اساس تصاویر عکس‌برداری شده ترسیم شده‌است. اندرو وایت در سبک رئالستیک کار پرورش را ادامه داد و تصاویر معروفی را به صورت پرتره به وجود آورد که عنوان‌هایی از ترسیم ریاست جمهوری تا خوک‌ها شامل آن می‌شدند.

## عکسها

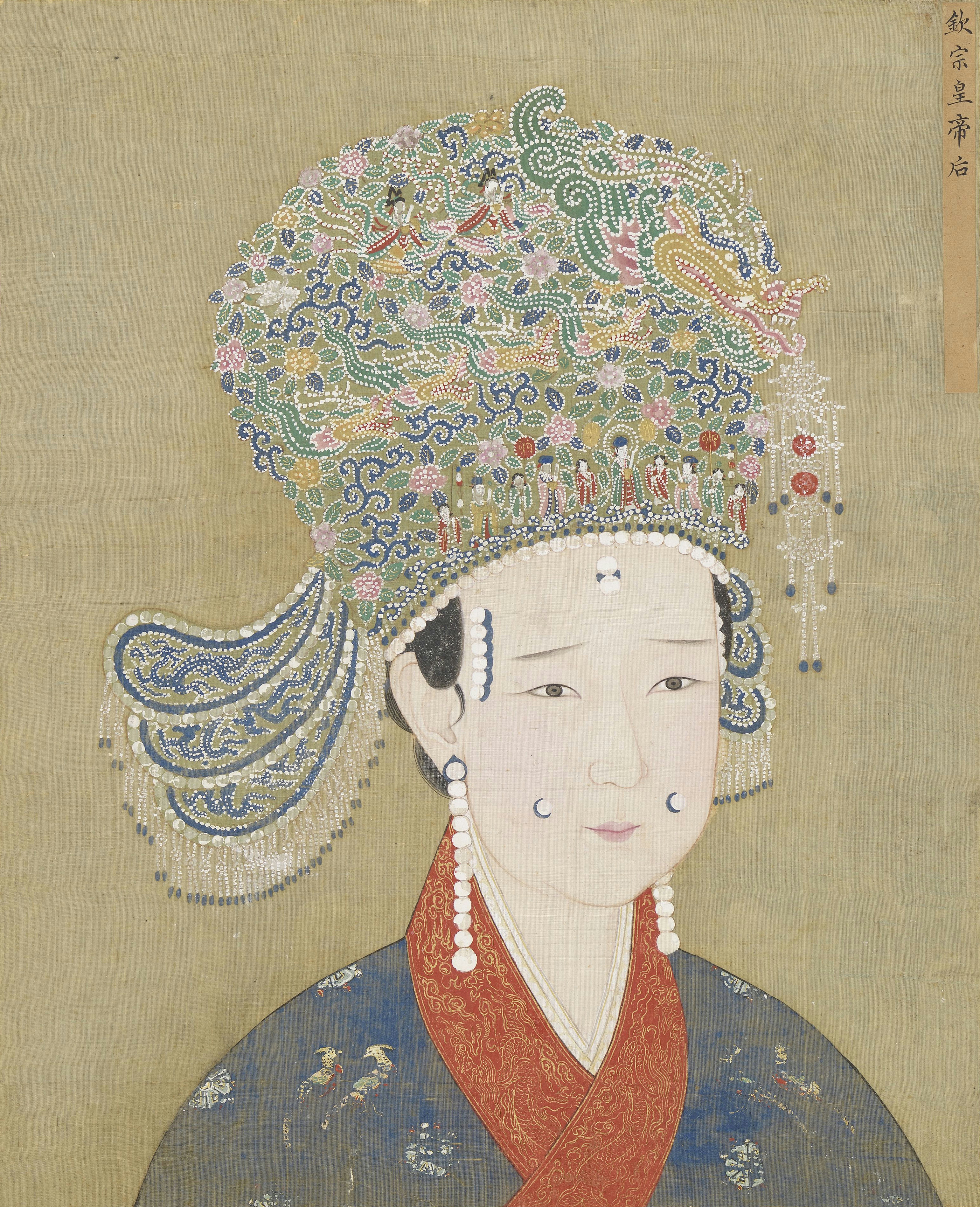
Court portrait of Empress Renhuai (1016–1079) (wife of Emperor Qinzong) of Song Dynasty, Chinese
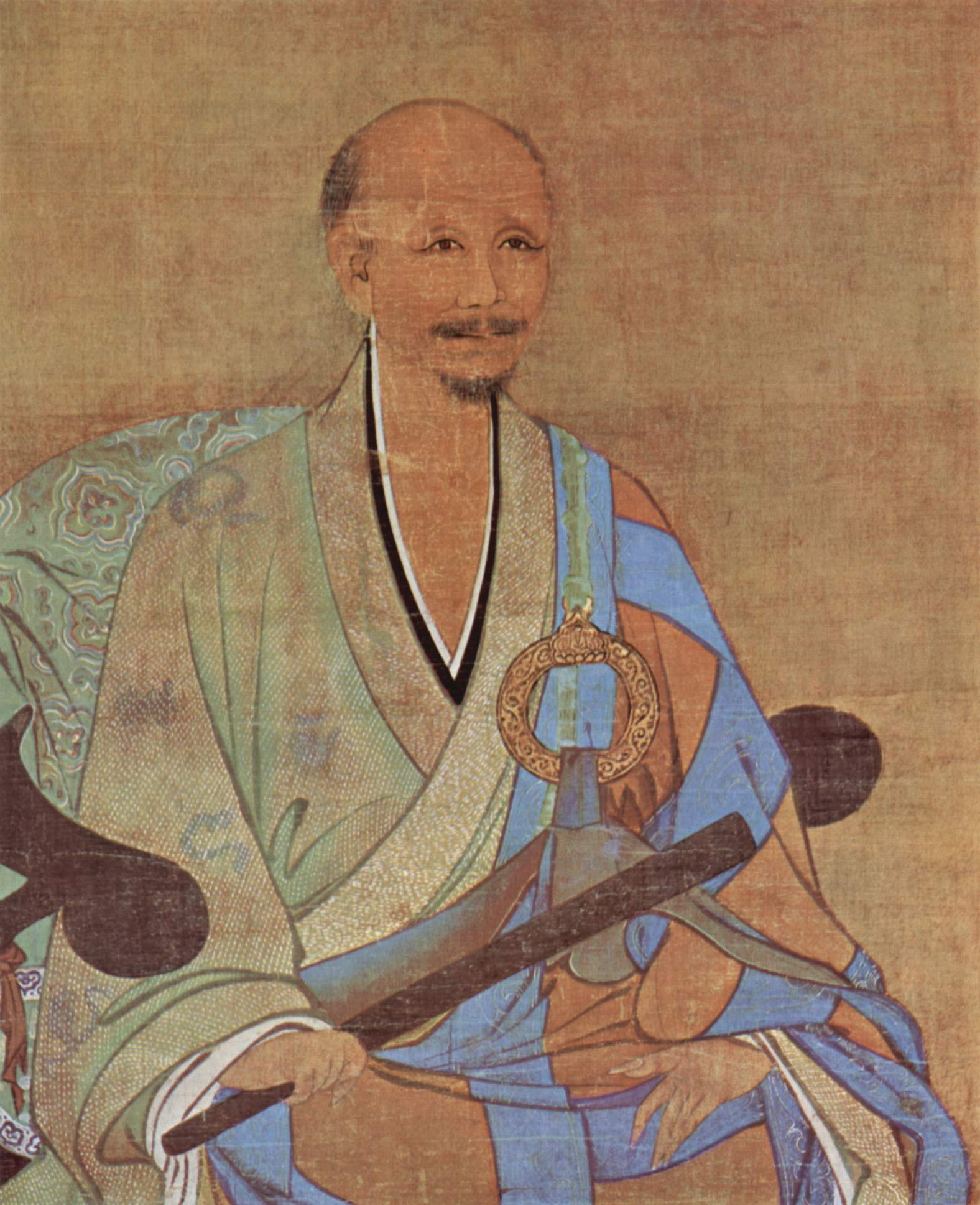
Portrait of the ذن Buddhist Wuzhun Shifan, 1238 AD, Chinese
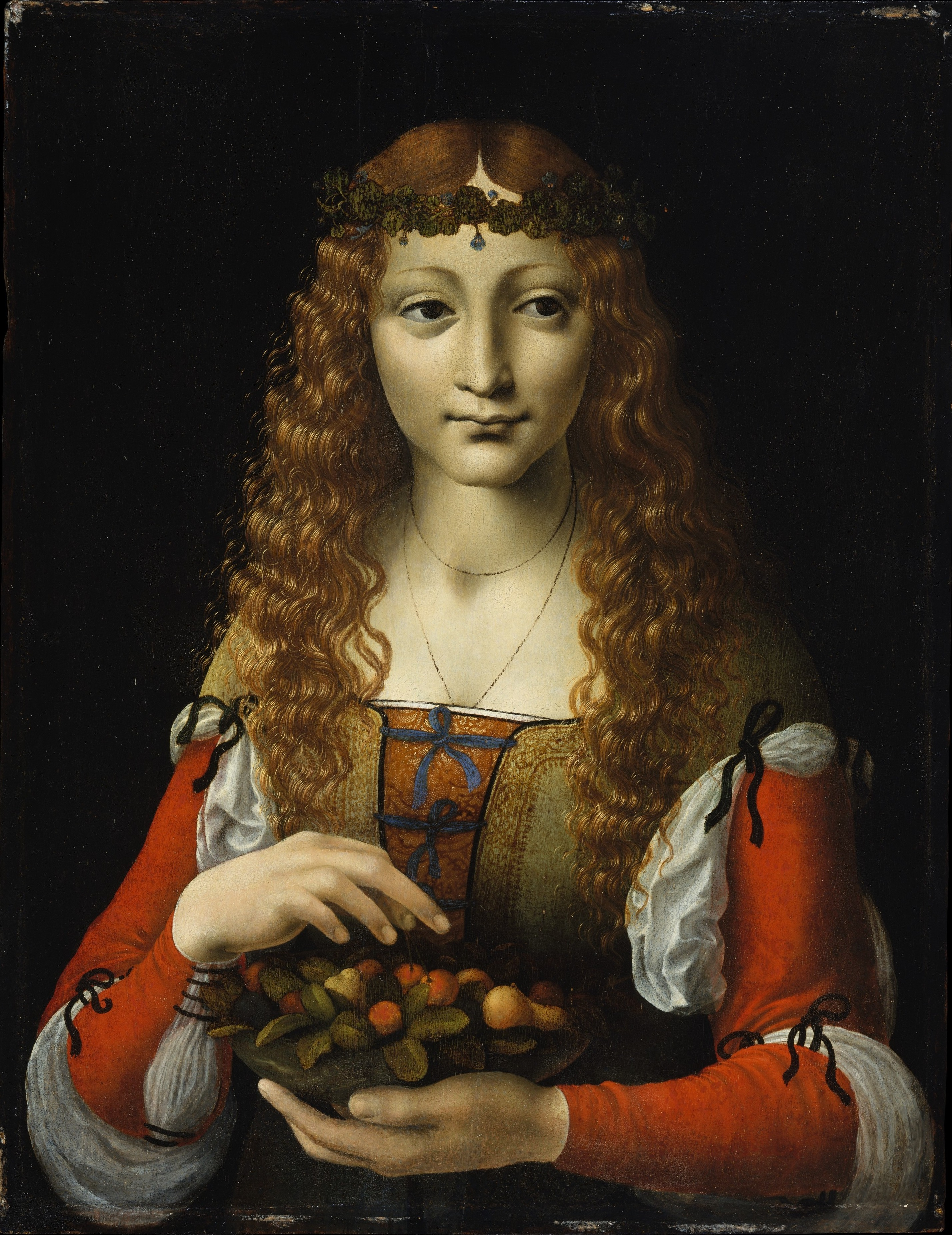
Young girl with cherries by Ambrogio de Predis ca. 1491–95
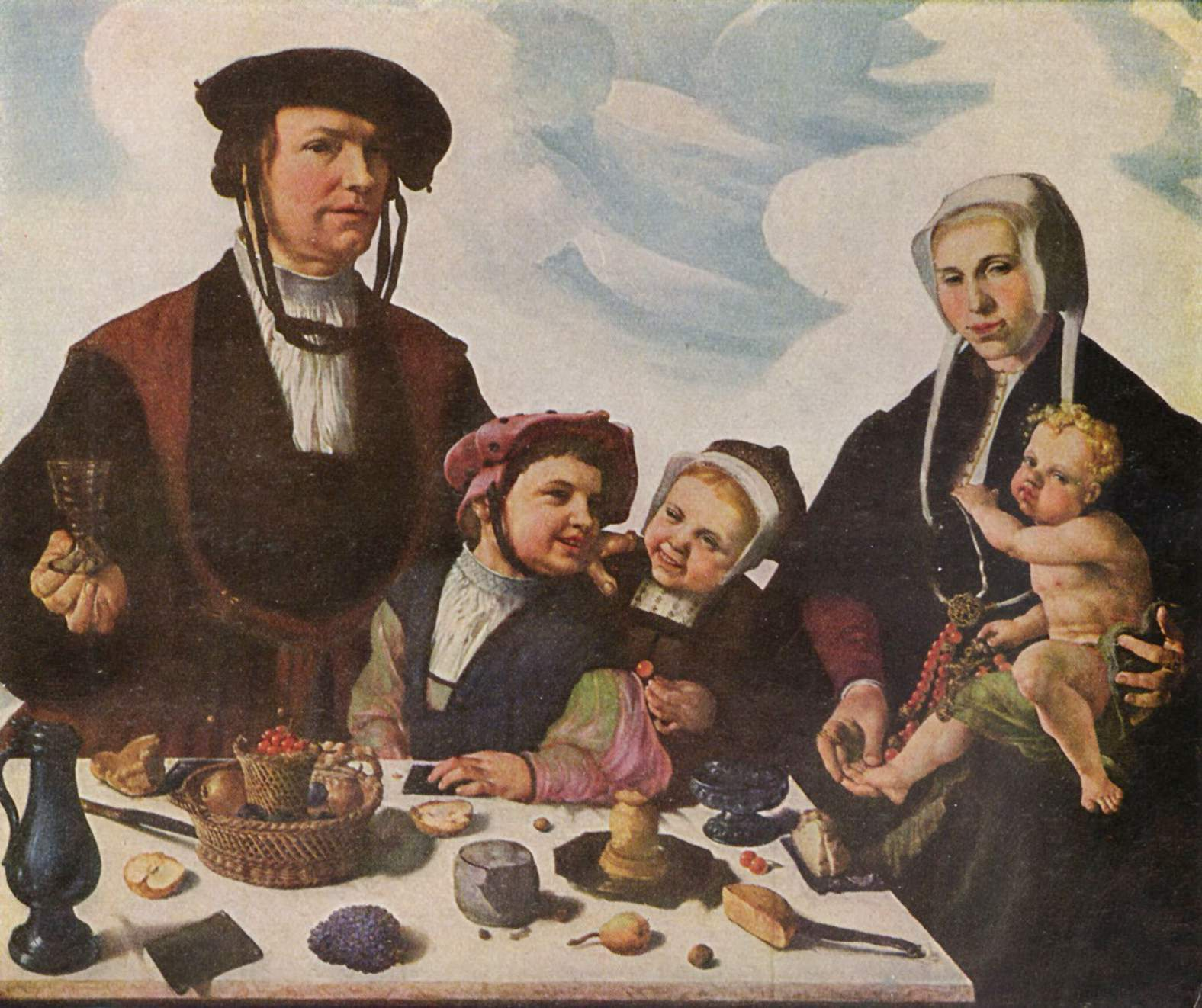
Maarten van Heemskerck (1498–1574), Family of Pieter Jan Foppesz, prior to c.1532, considered the first family portrait, in Dutch portraiture.
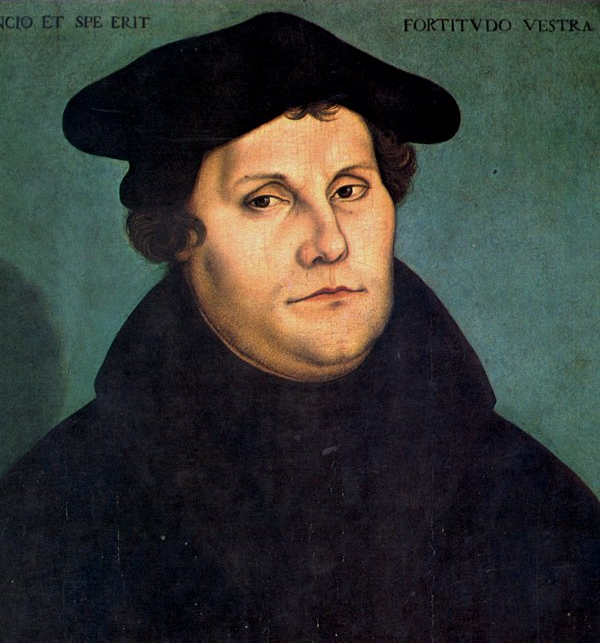
لوکاس کراناخ،  Portrait of Martin Luther, 1529, اوفیتزی
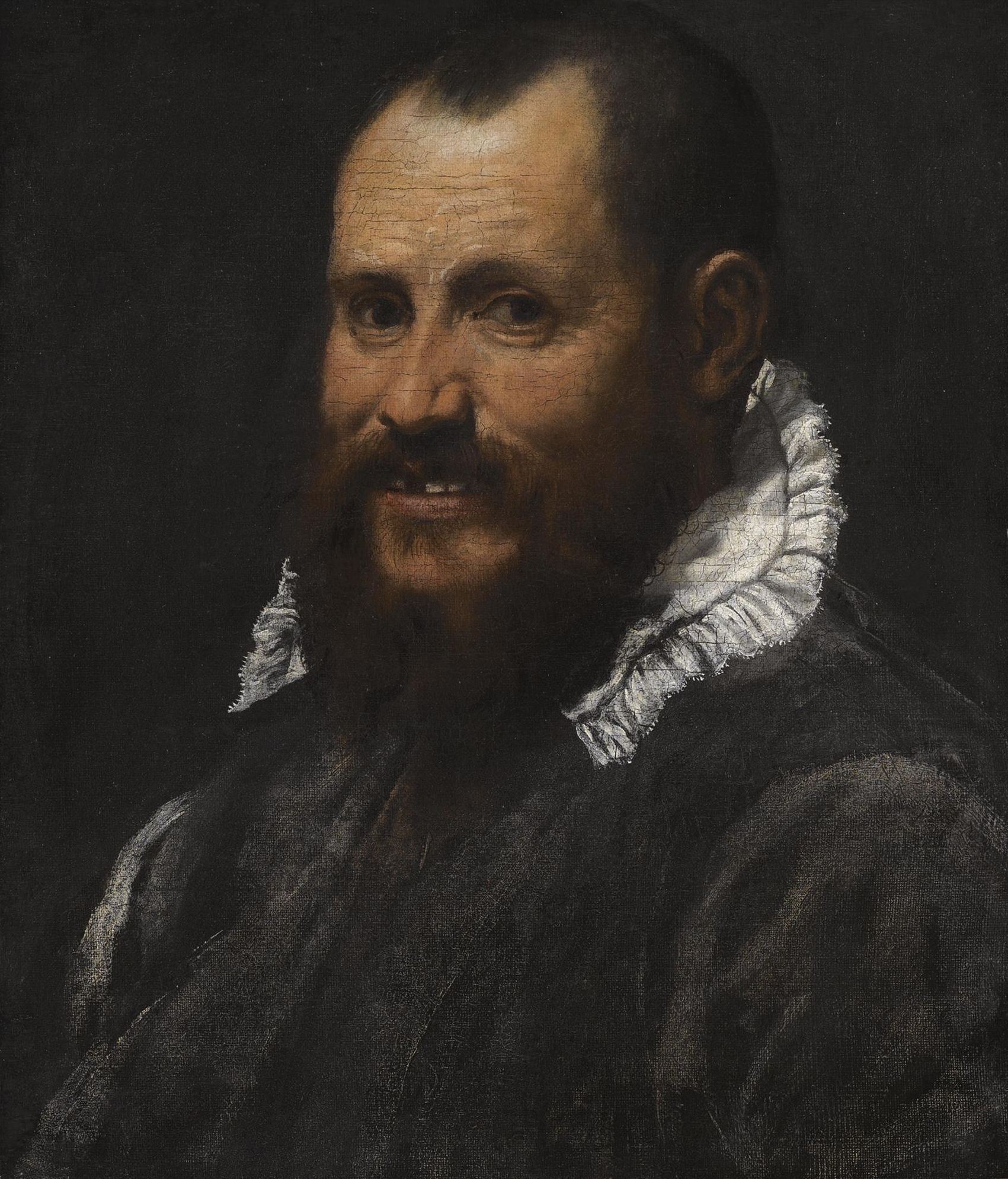
آنیباله کاراچی،  Portrait of a Man, Bust Length, in a White Collar, 1580s
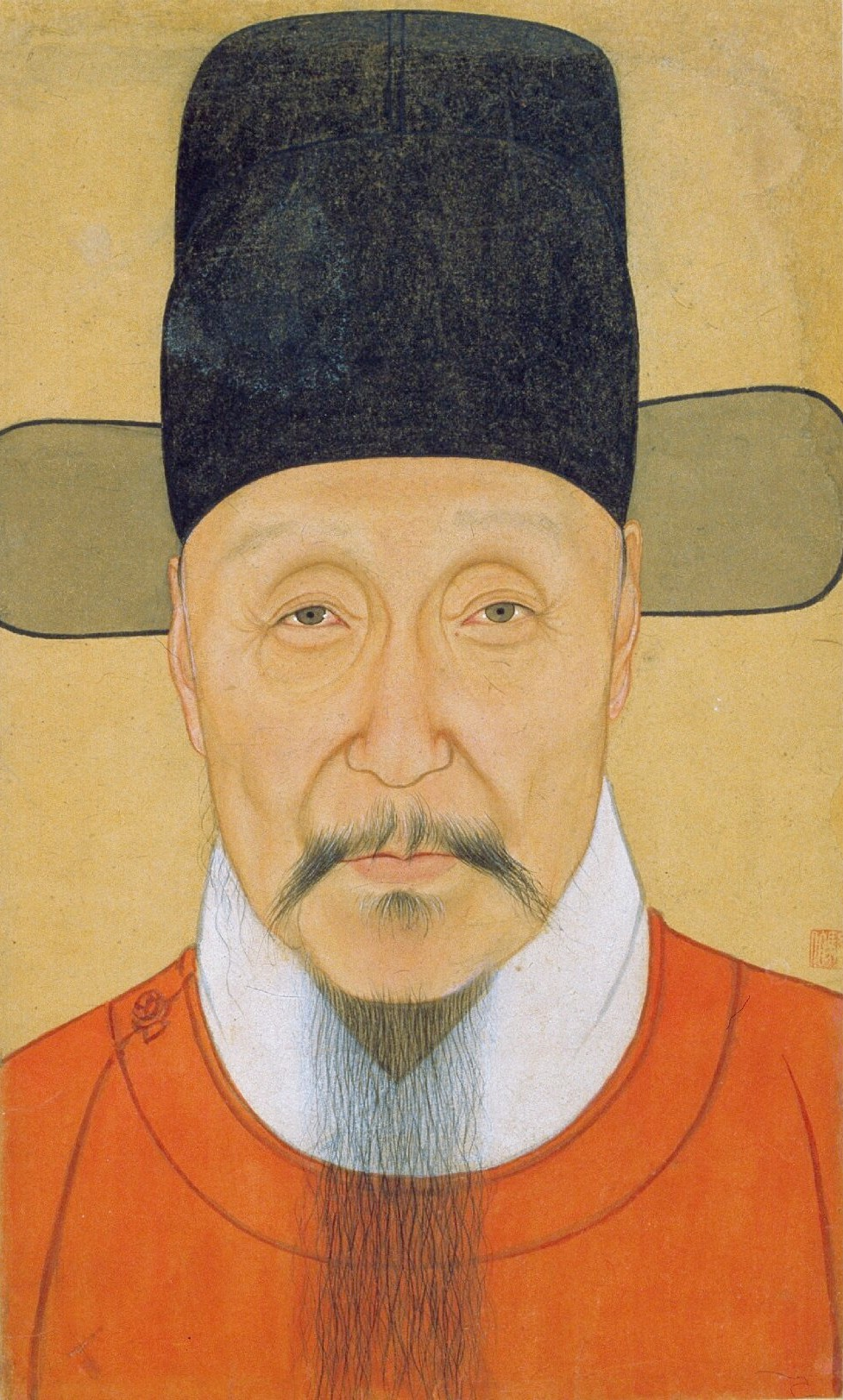
Portrait of Ho Bun(何斌), a late دودمان مینگ Scholar-bureaucrat, late 16th century to early 17th century, Chinese
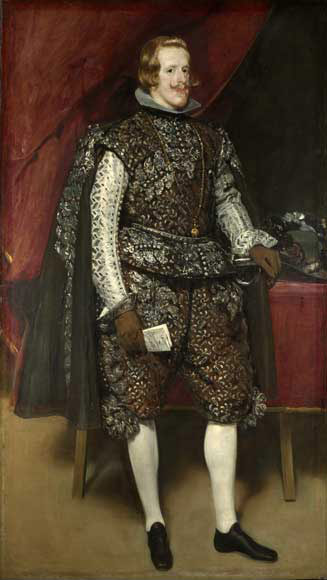
دیه‌گو ولاسکز،  Portrait of Philip IV, 1632
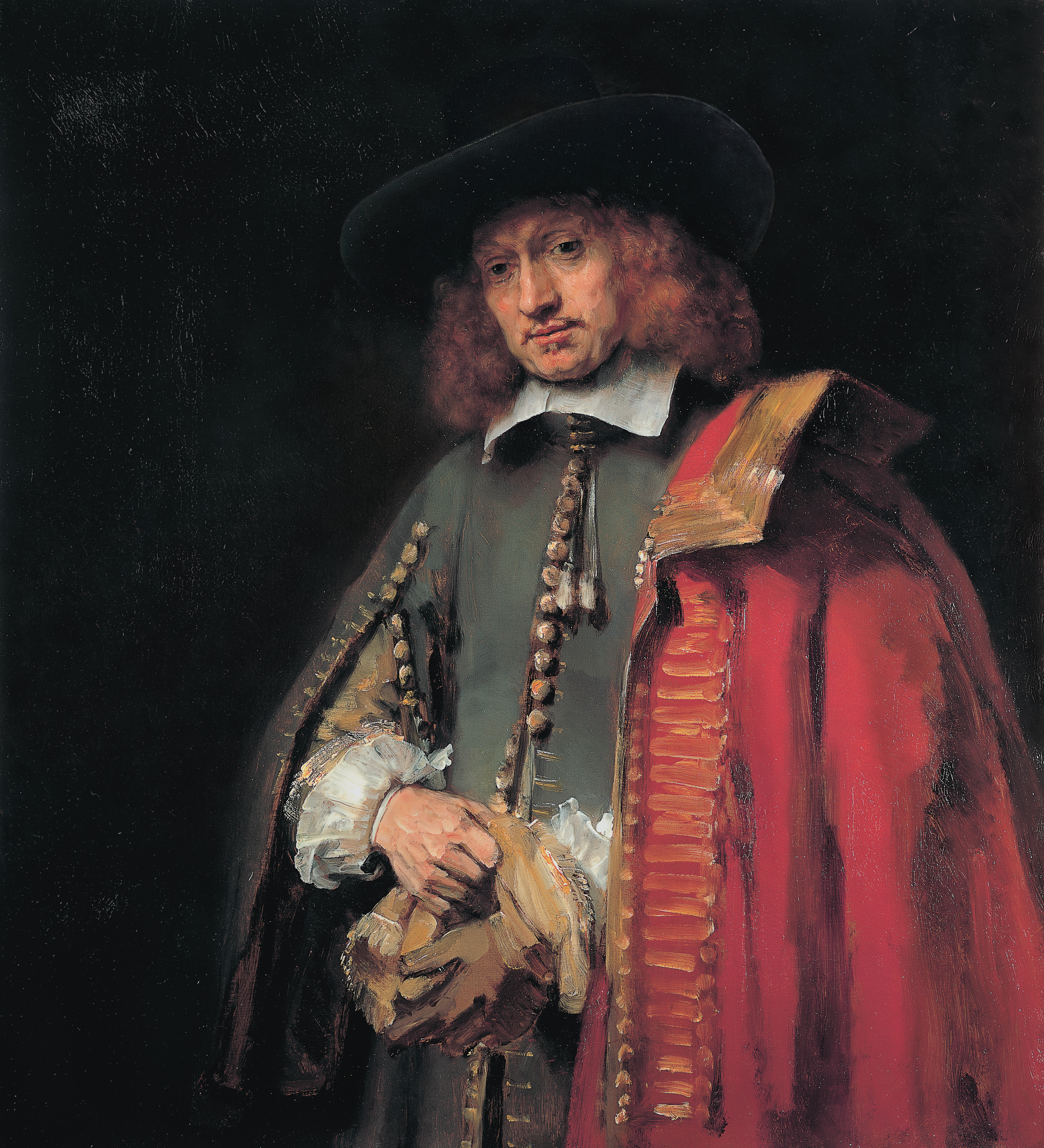
رامبرانت،  Portrait of Jan Six, 1654
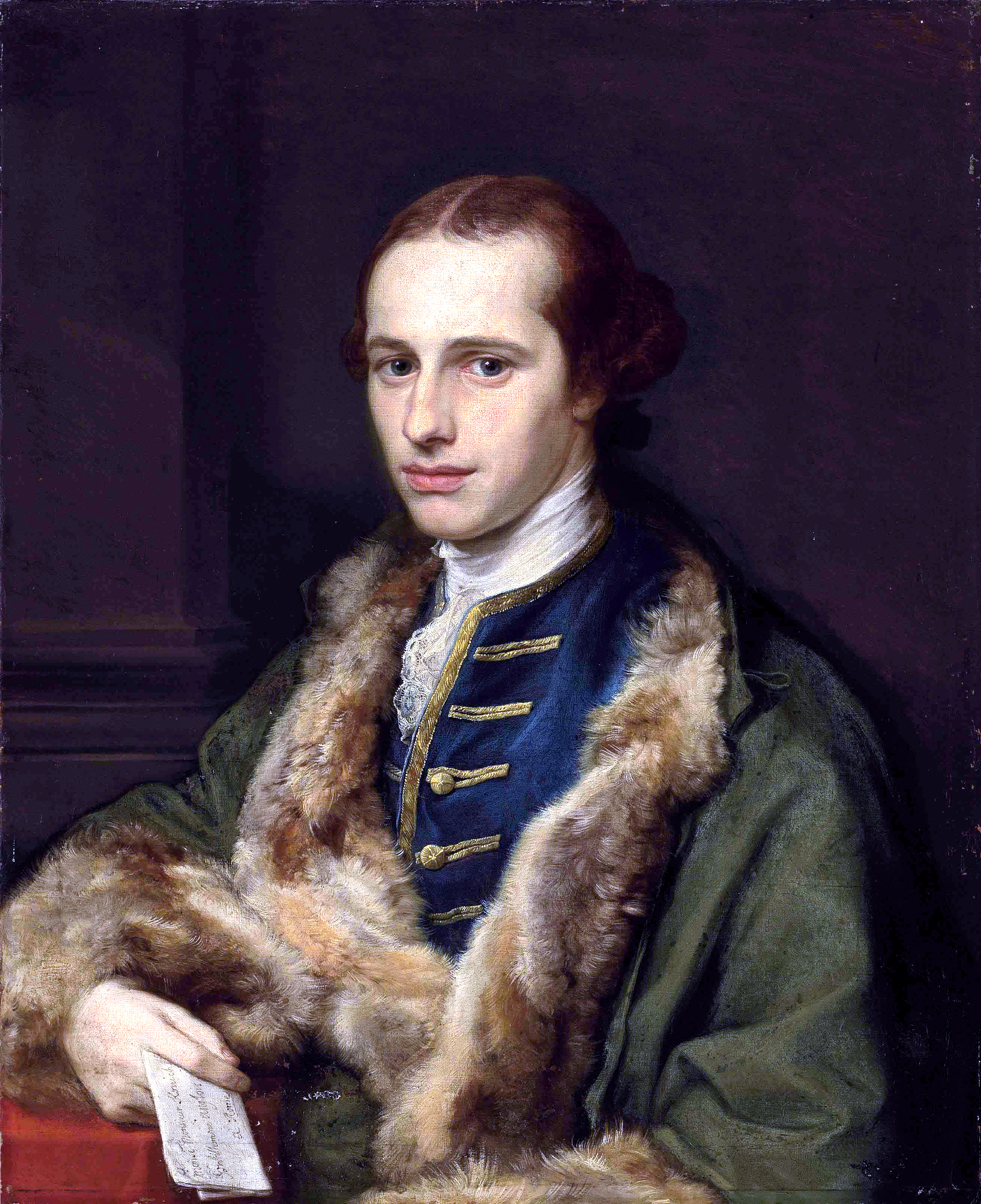
Thomas Kerrich (1748-1828), by Pompeo Batoni
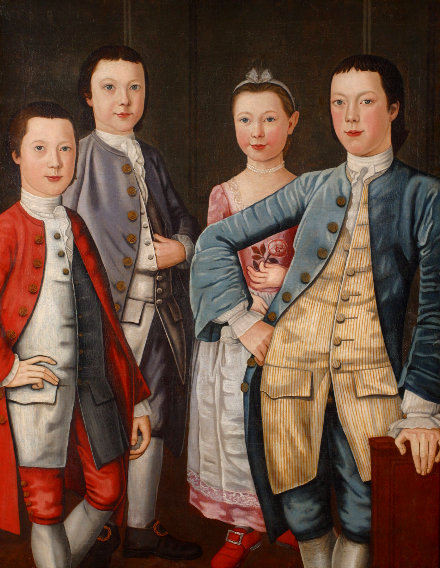
John Durand, The Rapalje Children, 1768, New-York Historical Society, New York City
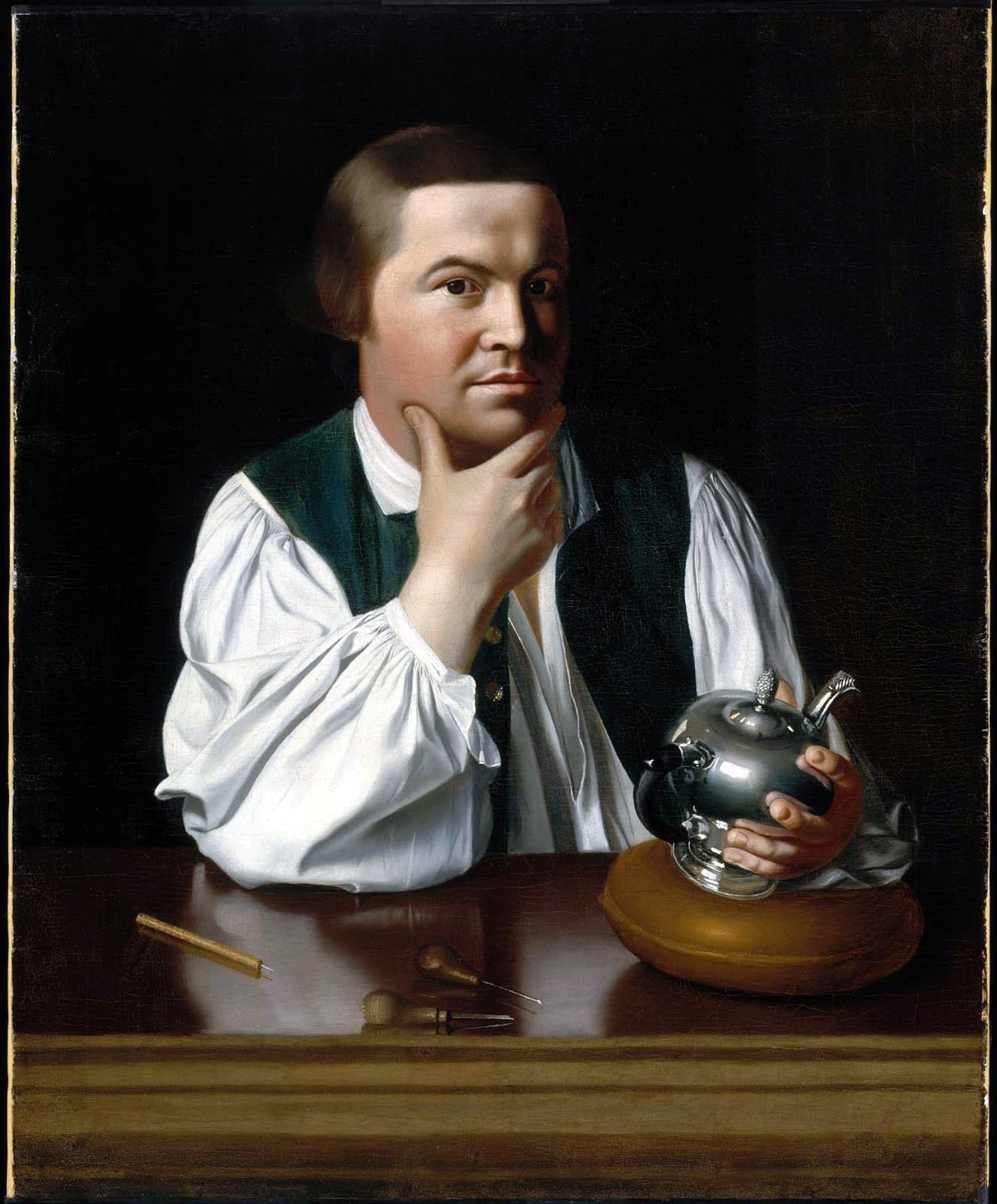
جان سینگلتون کاپلی،  پل ریویر, ۱۷۷۰
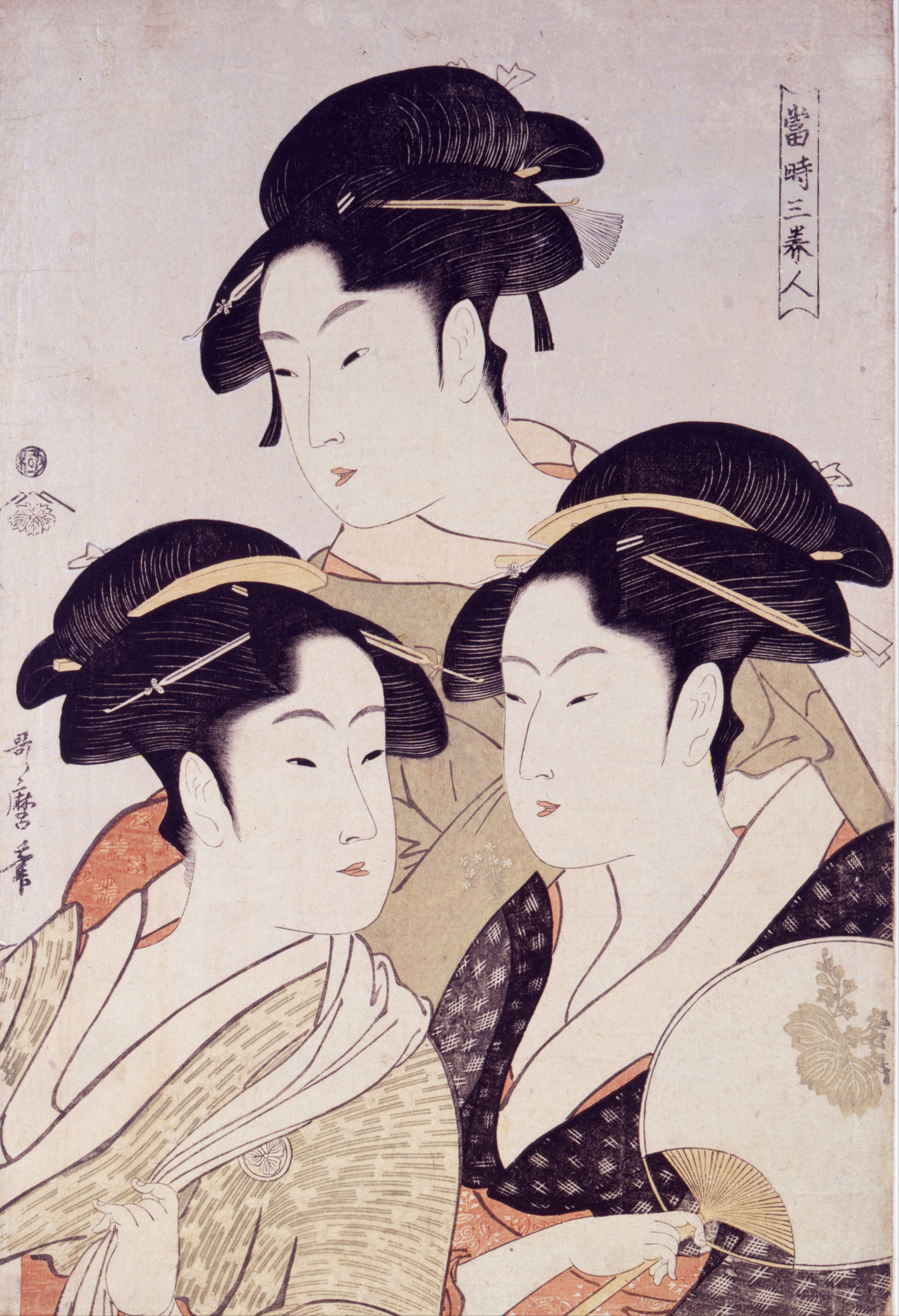
Three Beauties of the Present Day by اوتامارو،  ۱۷۹۳
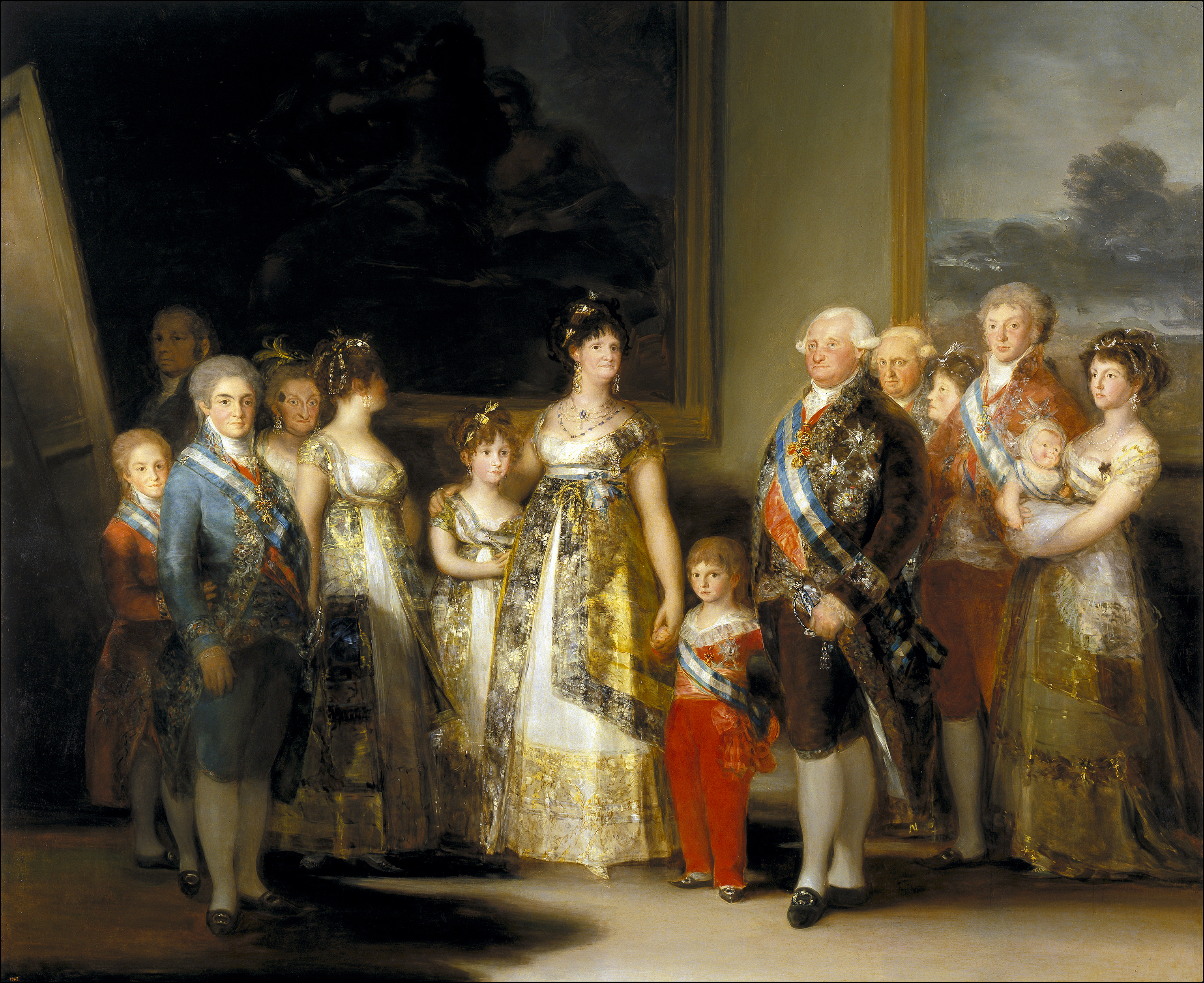
فرانسیسکو گویا،  Charles IV of Spain and His Family, 1800-1801
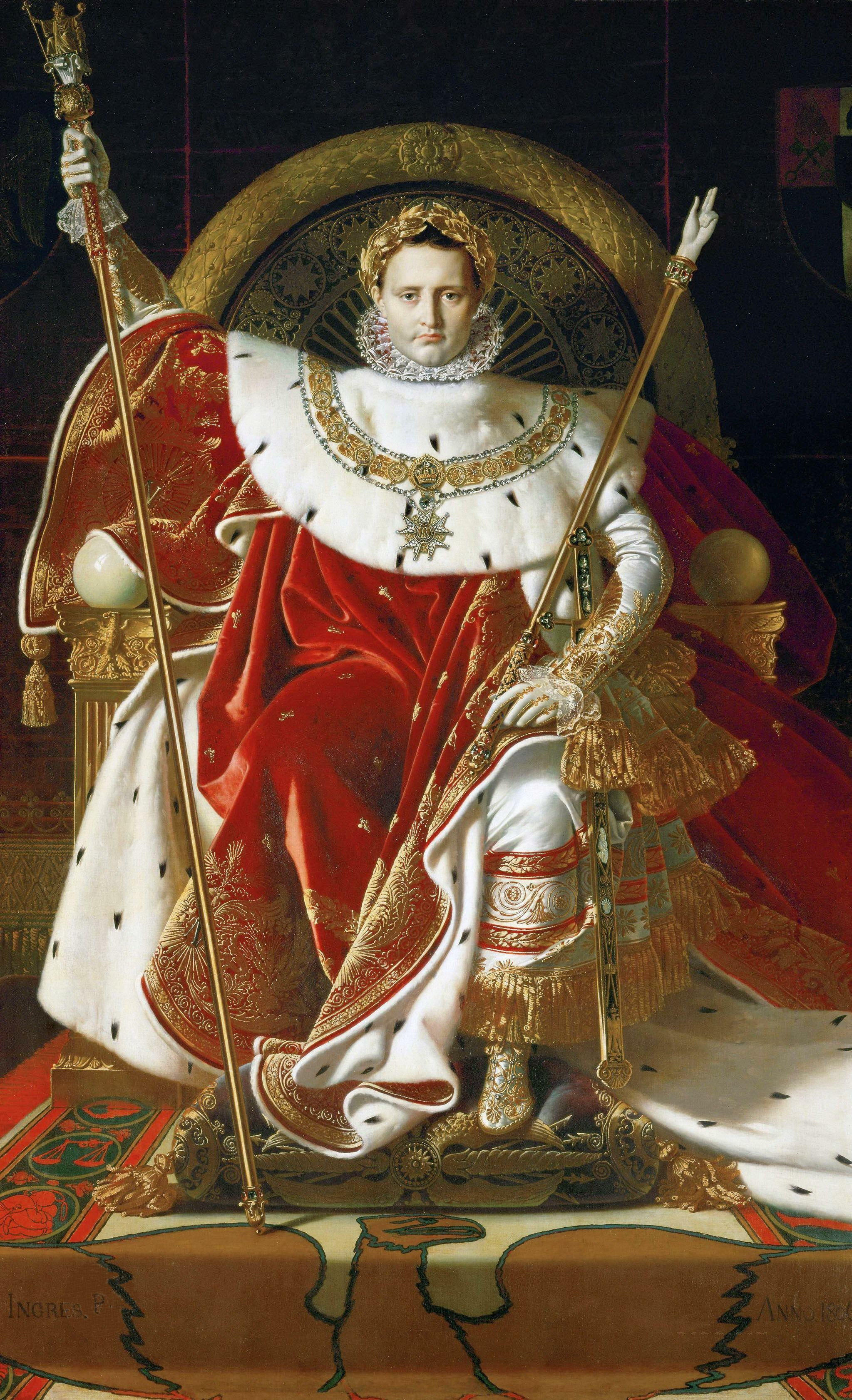
ژان اگوست دومینیک انگر، پرتره Napoleon on his Imperial Throne, 1806, Musée de l'Armée, Paris
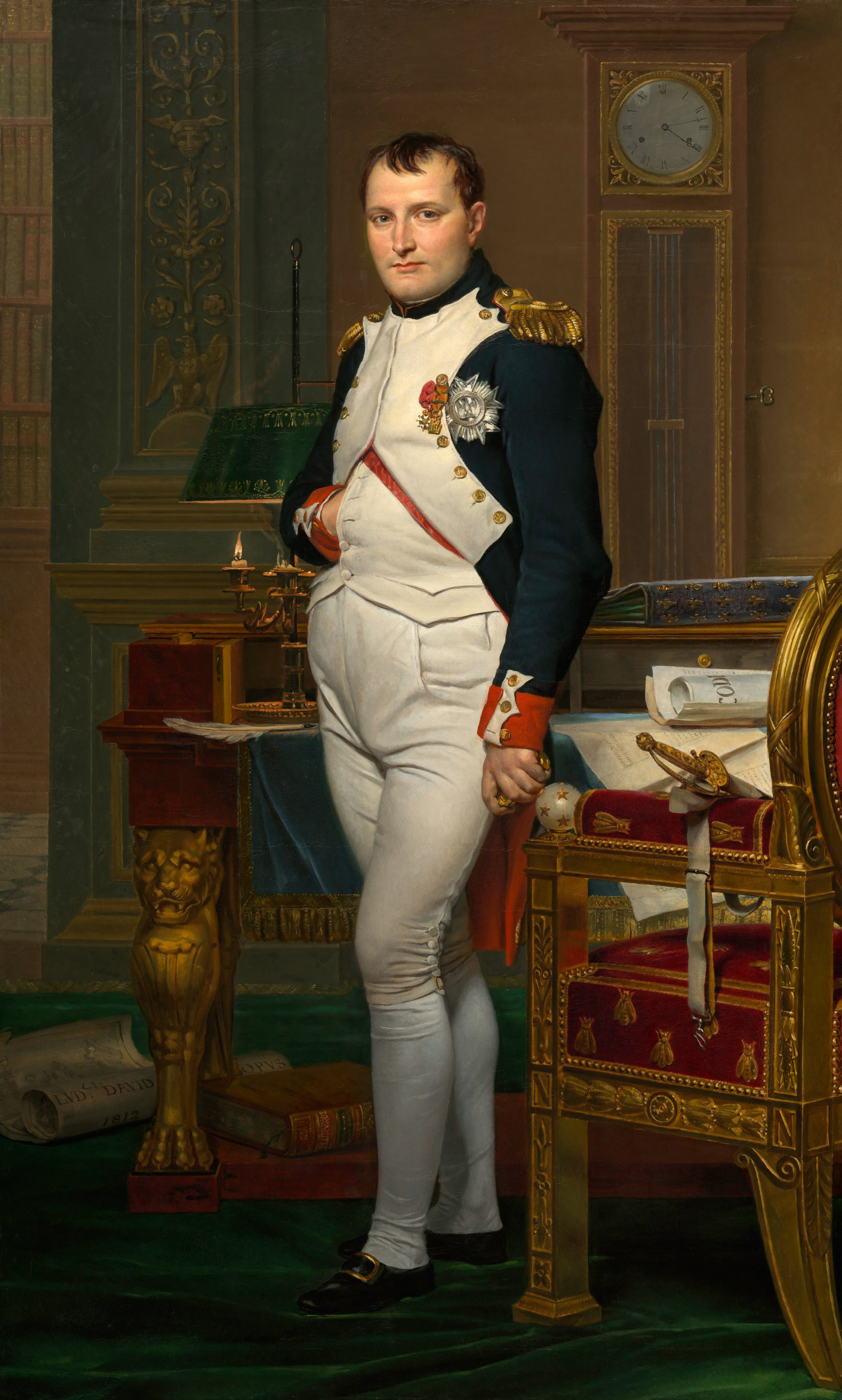
ژاک لویی داوید،  Napoleon in His Study (1812), نگارخانه ملی هنر آمریکا،  واشینگتن، دی سی
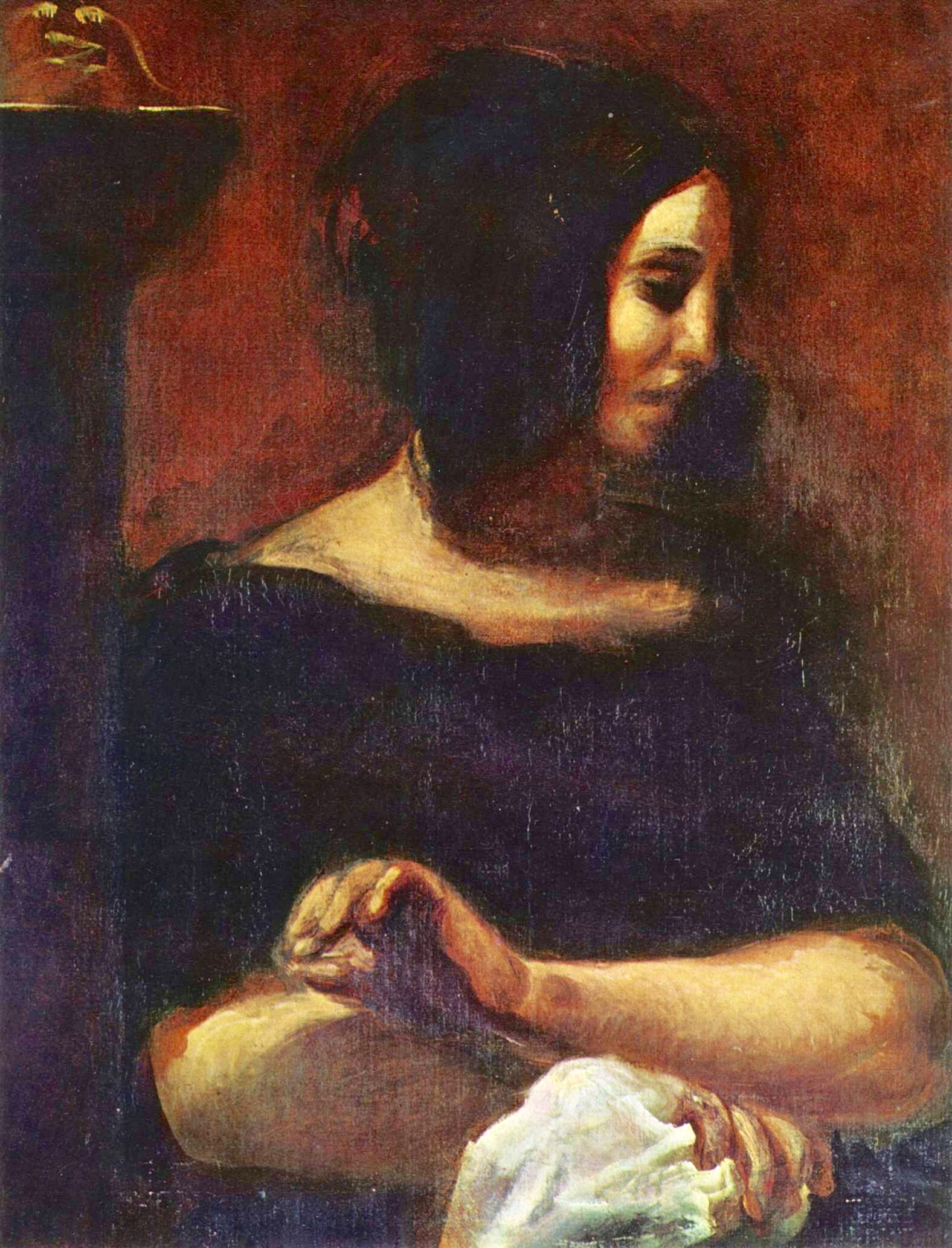
اوژن دولاکروا،  portrait of ژرژ ساند, 1838, Ordrupgaard-Museum, کپنهاگ
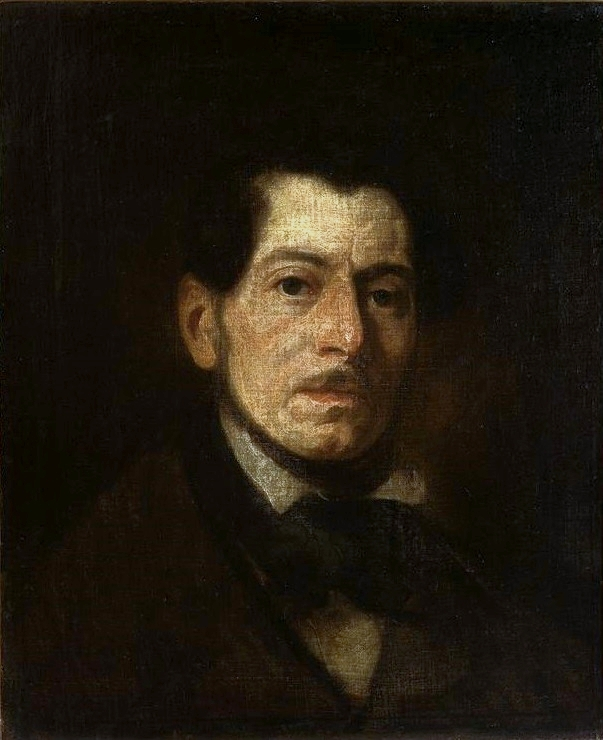
Piotr Michałowski, خودنگاره, 1840, National Museum in Warsaw
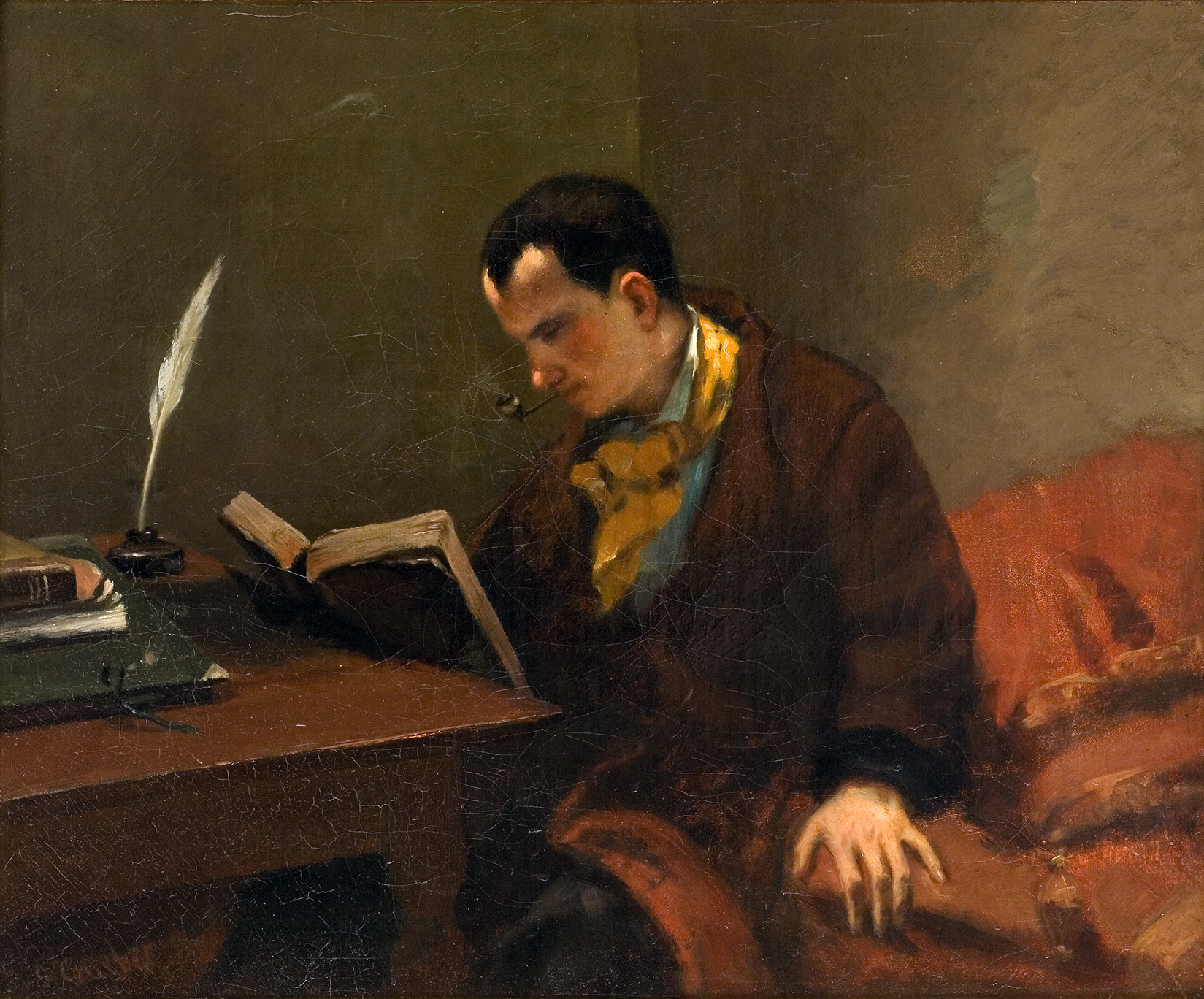
گوستاو کوربه،  Portrait of شارل بودلر, ۱۸۴۸
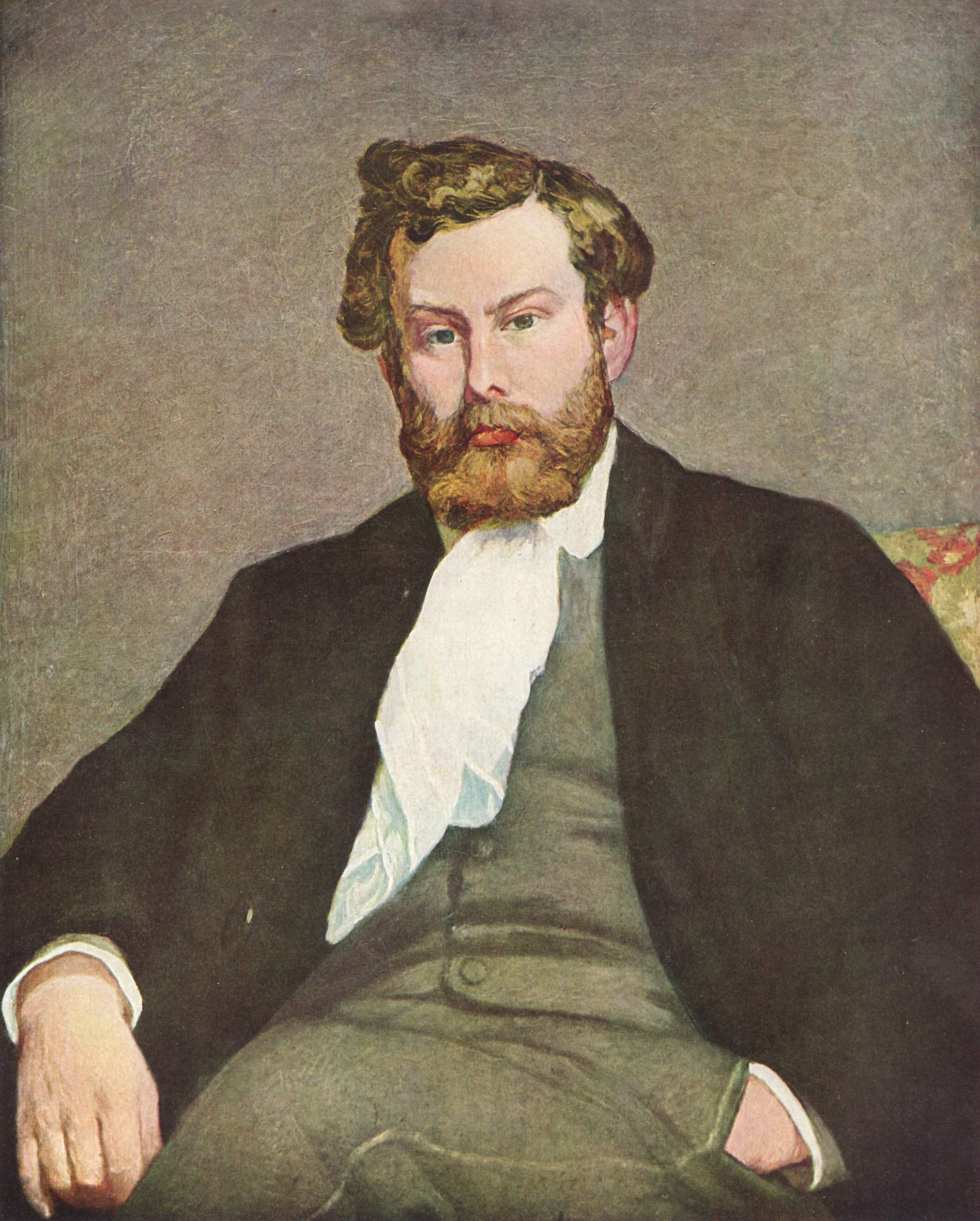
پیر آگوست رنوآر،  Portrait of آلفرد سیسلی, ۱۸۶۸
جیمز مک‌نیل ویسلر،  Arrangement in Grey and Black: The Artist's Mother (1871) popularly known as مادر ویسلر
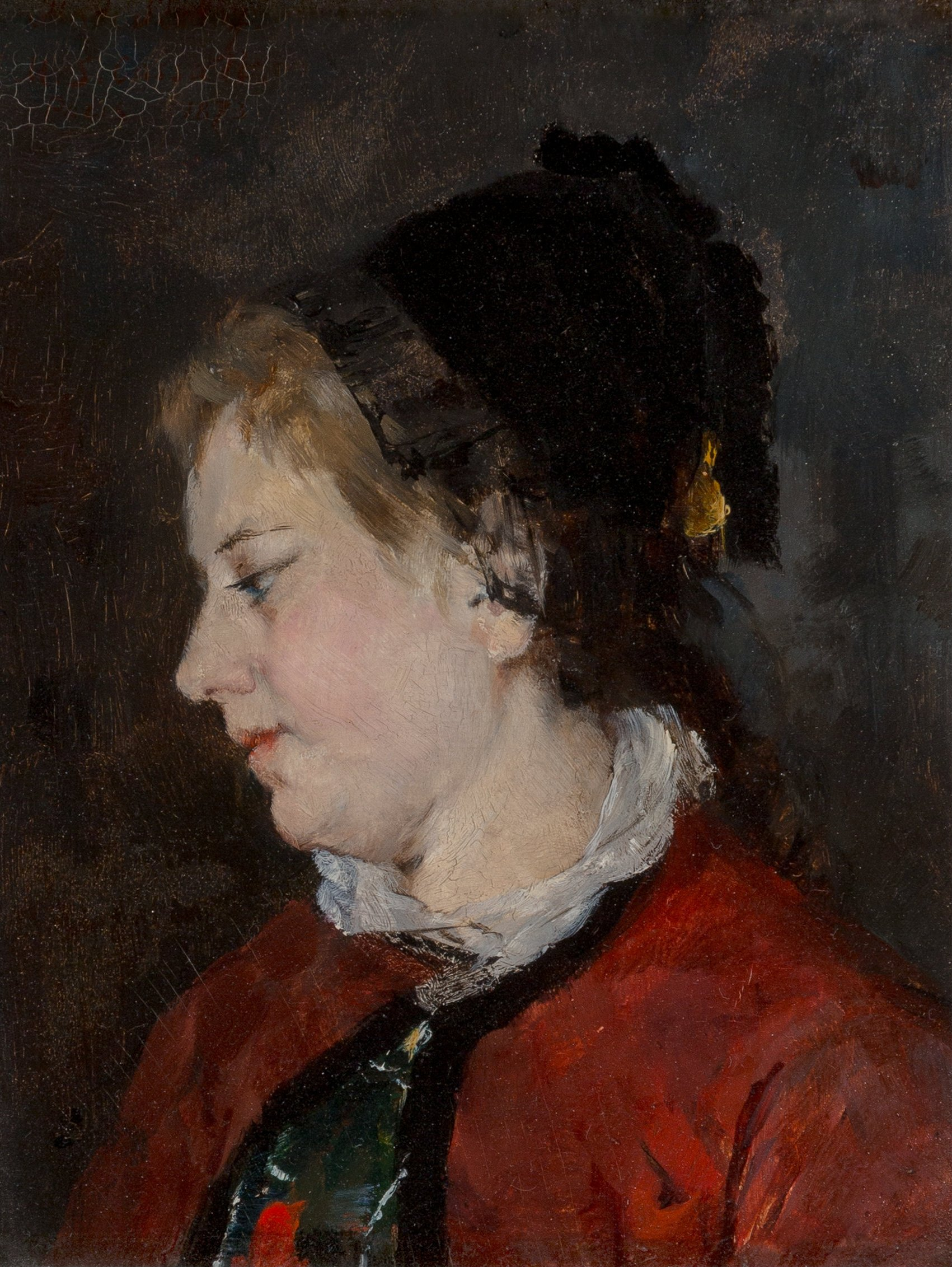
مری کست،  Portrait of Madame Sisley 1873
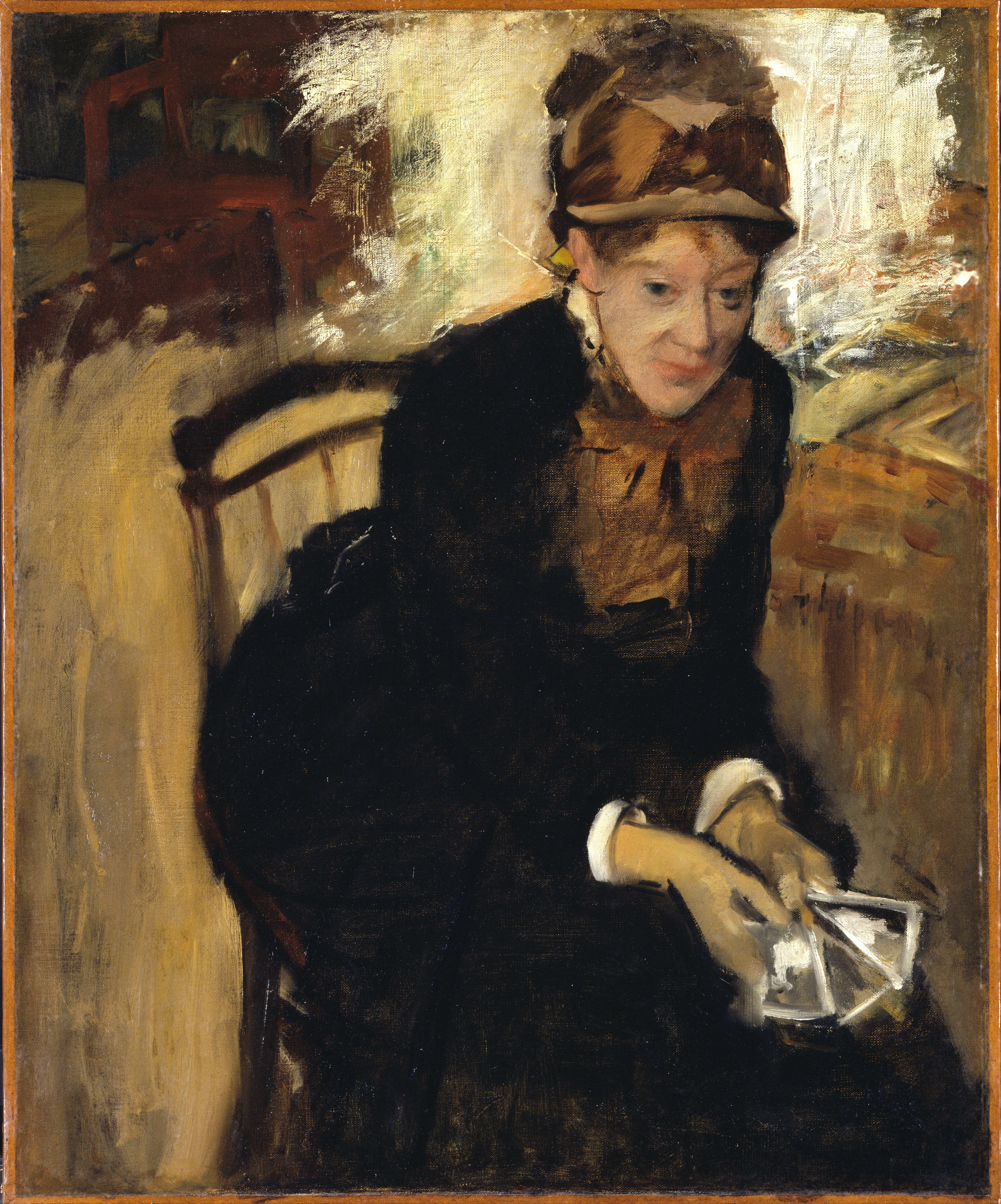
ادگار دگا،  Portrait of Miss Cassatt, Seated, Holding Cards, 1876-1878
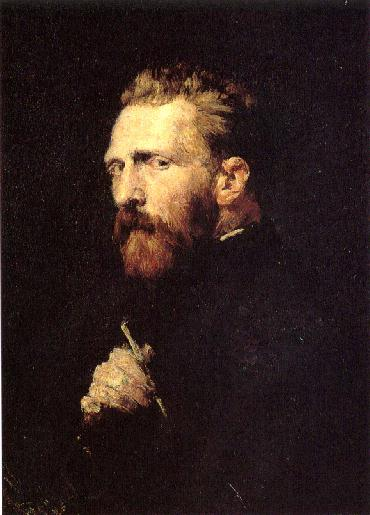
جان پیتر راسل،  ونسان ون گوگ, ۱۸۸۶
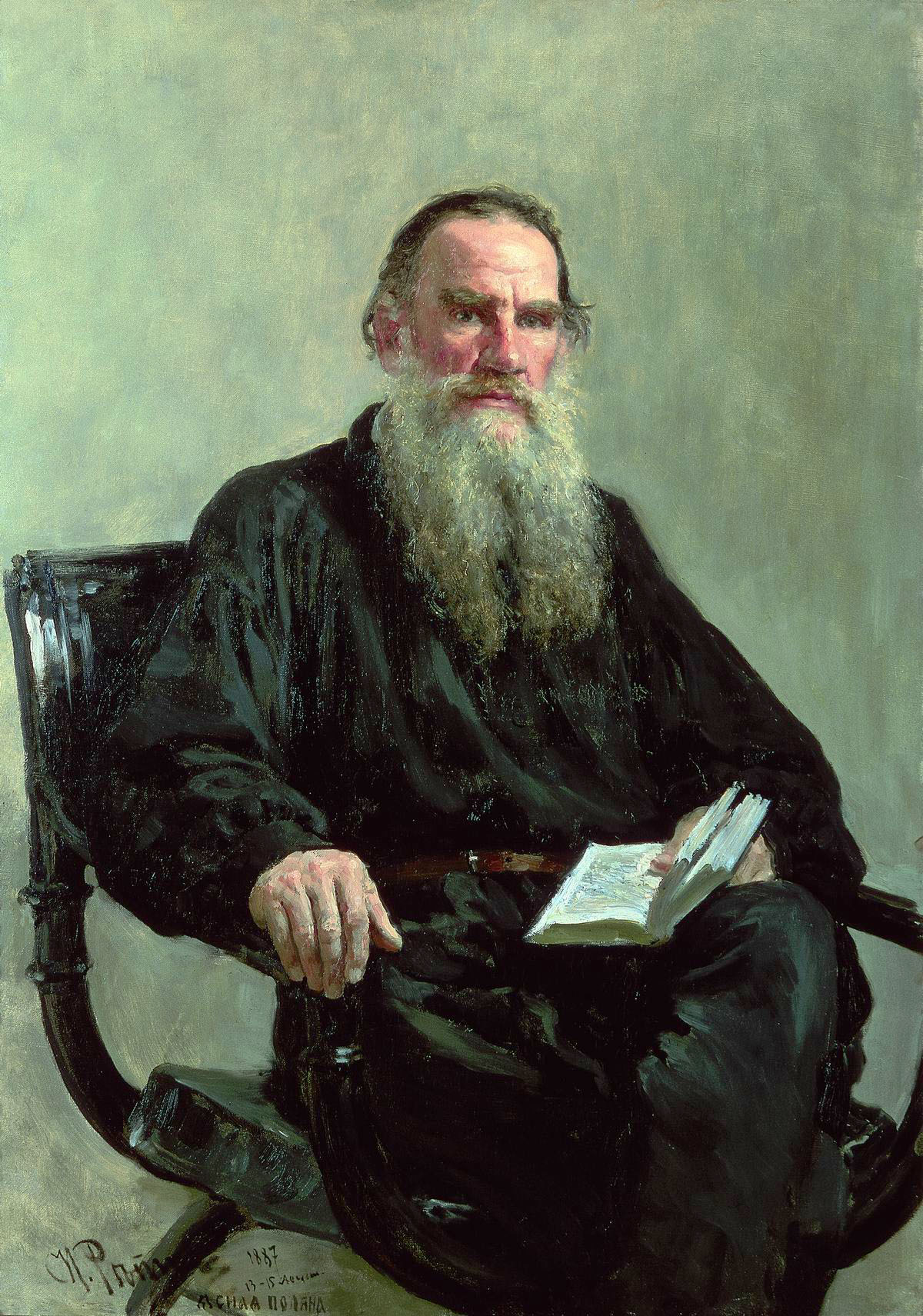
ایلیا رپین،  Portrait of لئو تولستوی, ۱۸۸۷
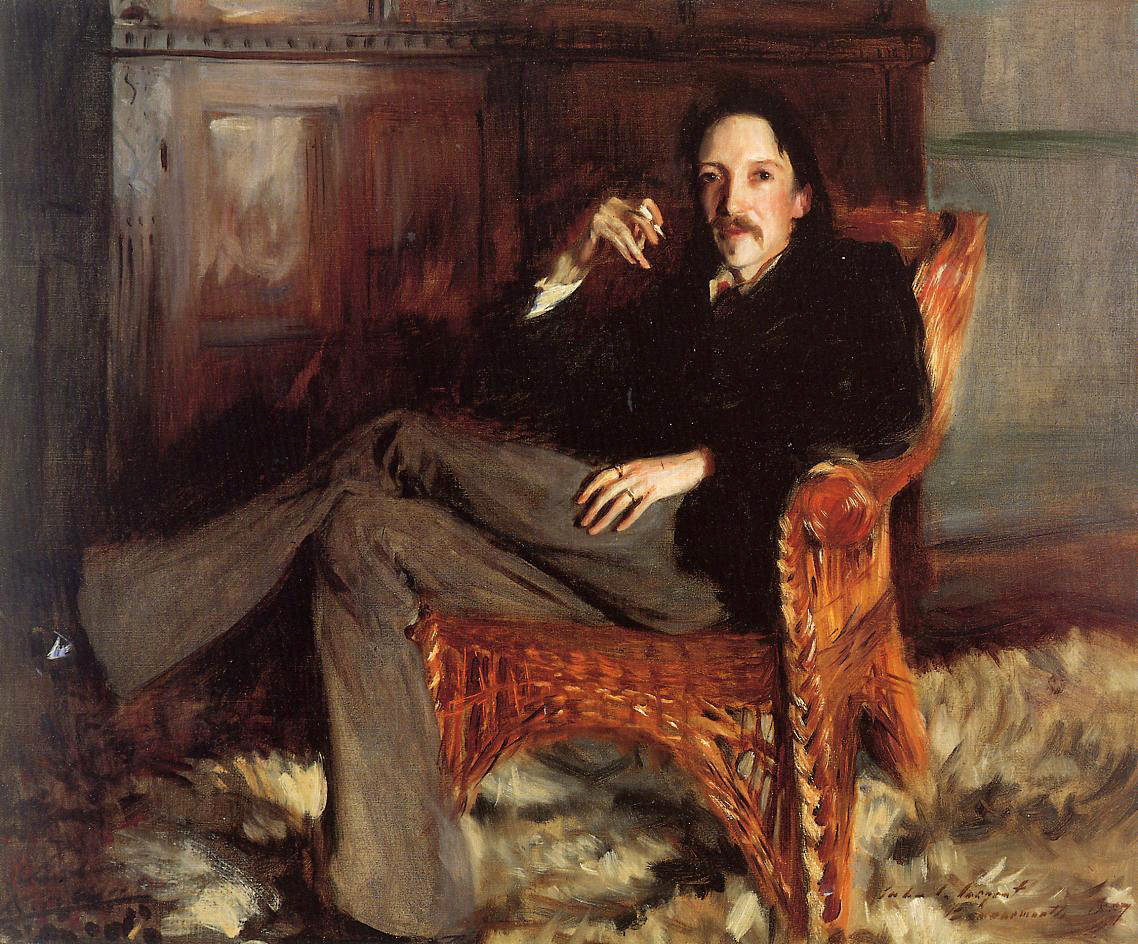
جان سینگر سارجنت،  Portrait of رابرت لویی استیونسن, ۱۸۸۷
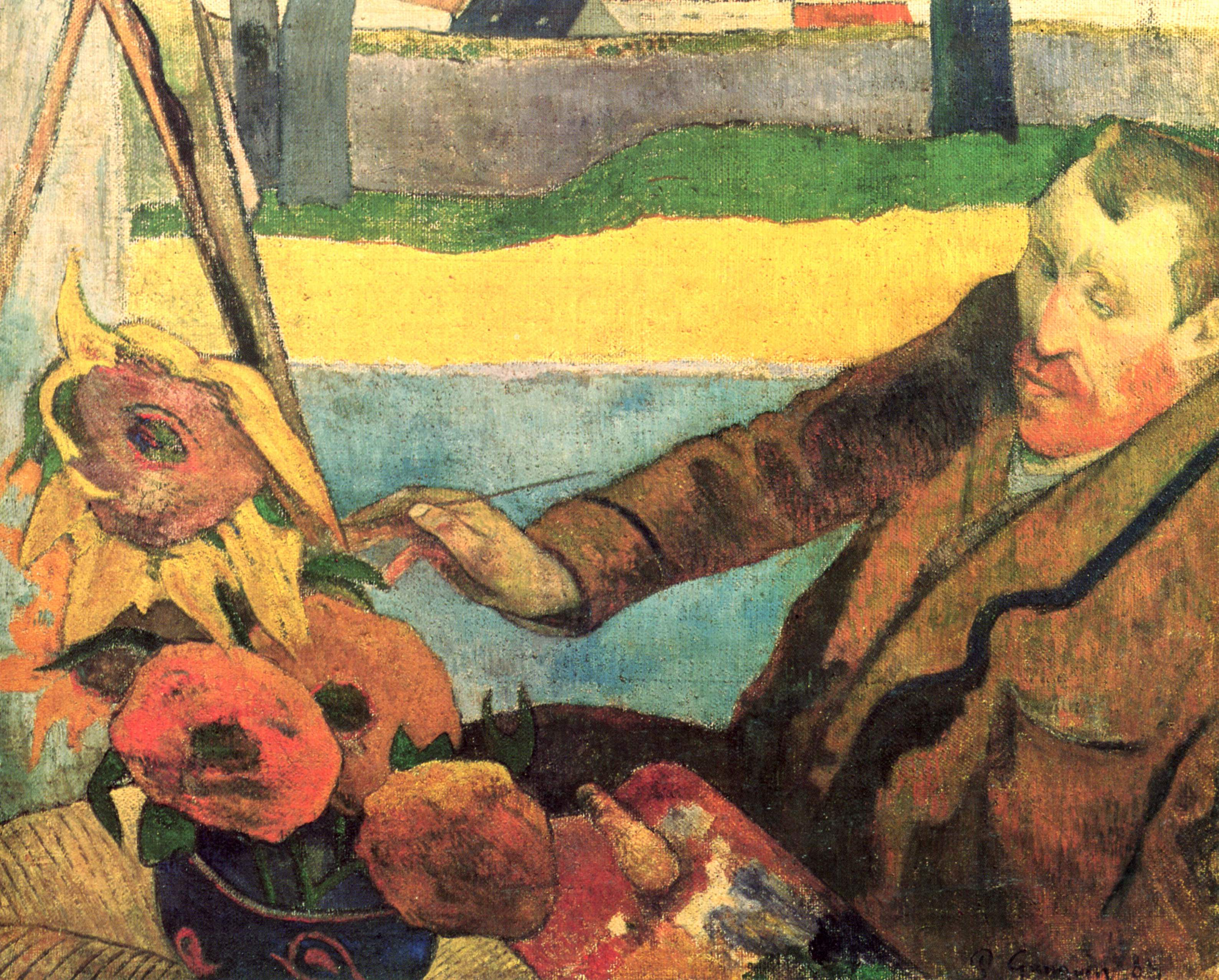
پل گوگن،  The Painter of Sunflowers, Portrait of ونسان ون گوگ،  ۱۸۸۸
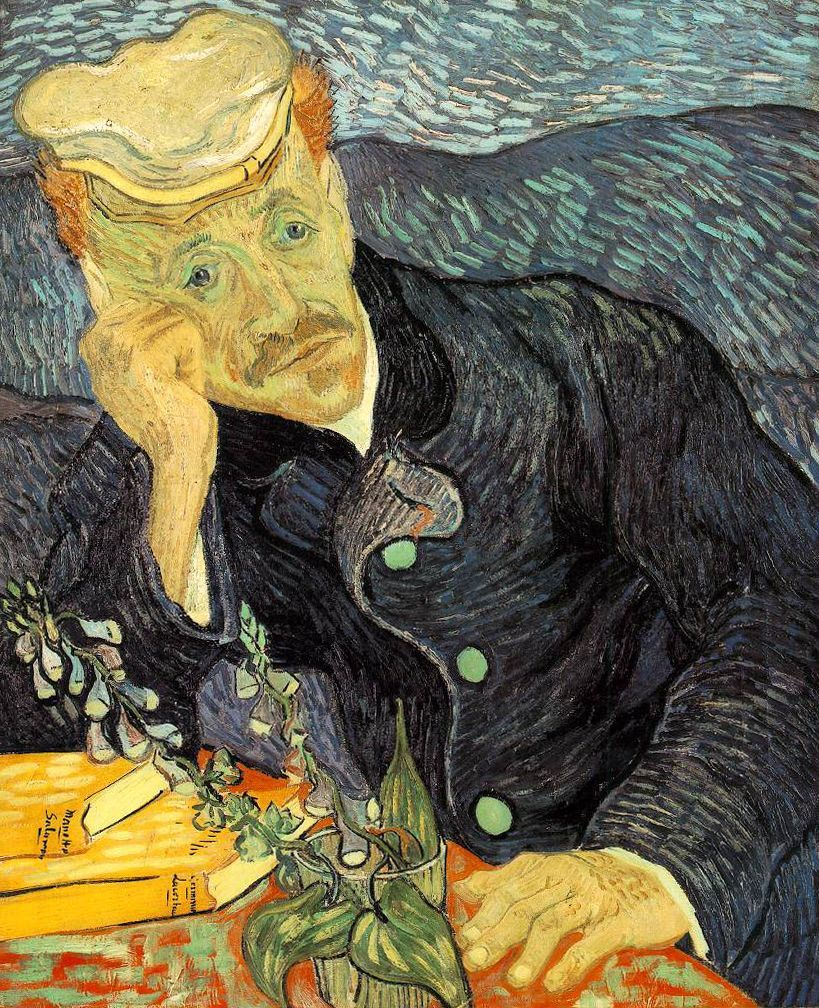
ونسان ون گوگ،  پرتره دکتر گاشه, (first version), 1890
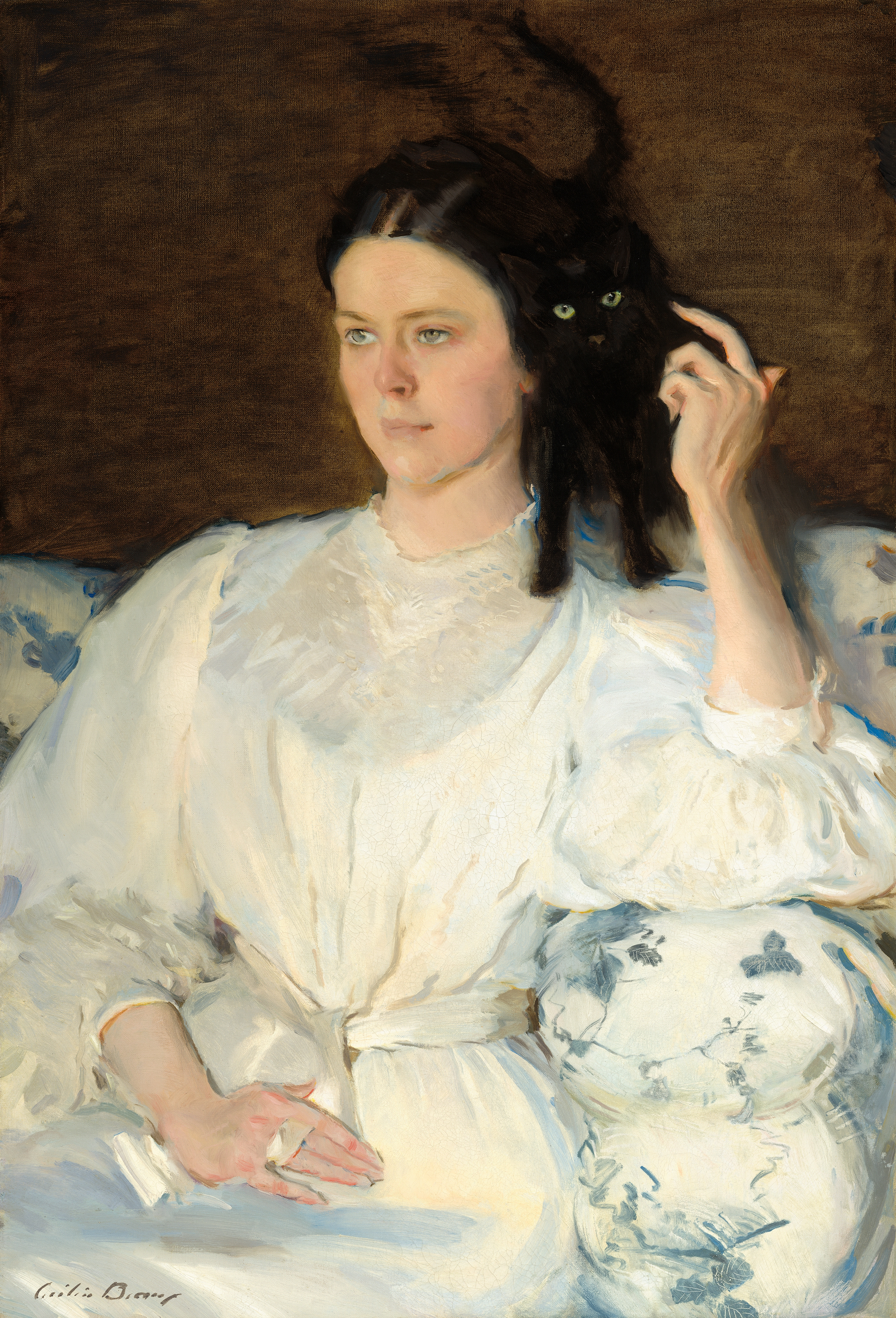
Cecilia Beaux, Sita and Sarita (Jeune Fille au Chat), 1893–1894
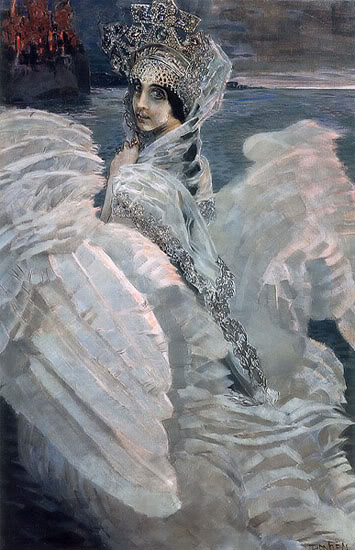
Mikhail Vrubel, The Swan Princess (Portrait of Nadezhda Zabela-Vrubel), 1900
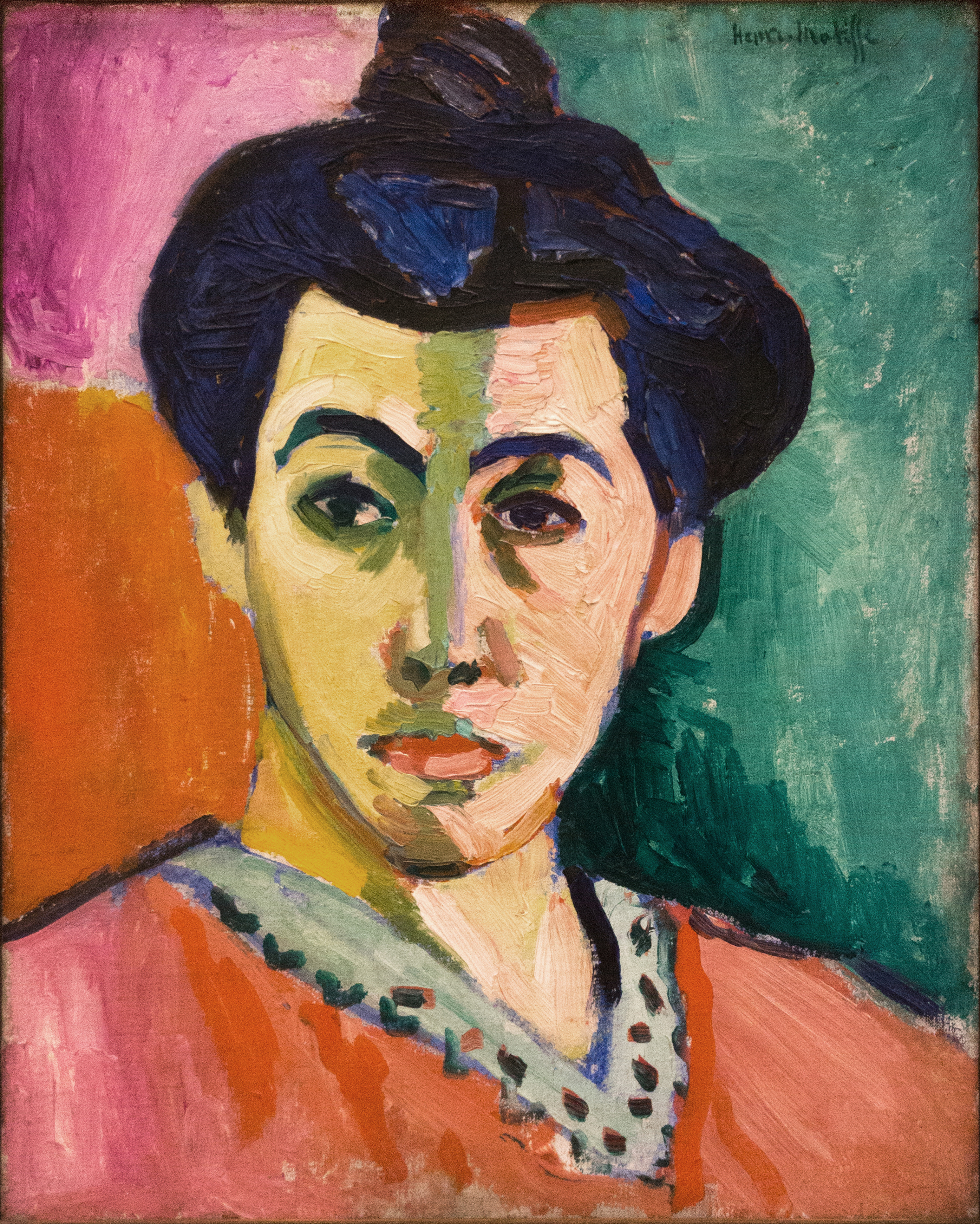
آنری ماتیس،  The Green Stripe, Portrait of Madame Matisse, 1905
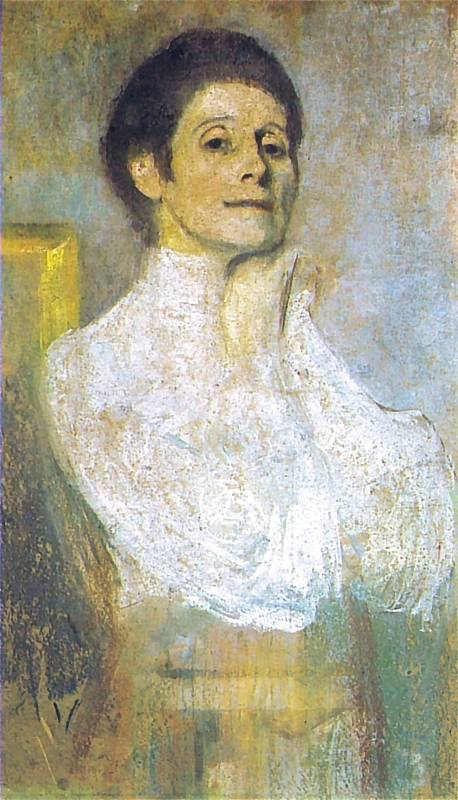
Olga Boznańska, خودنگاره, 1906, National Museum in Warsaw
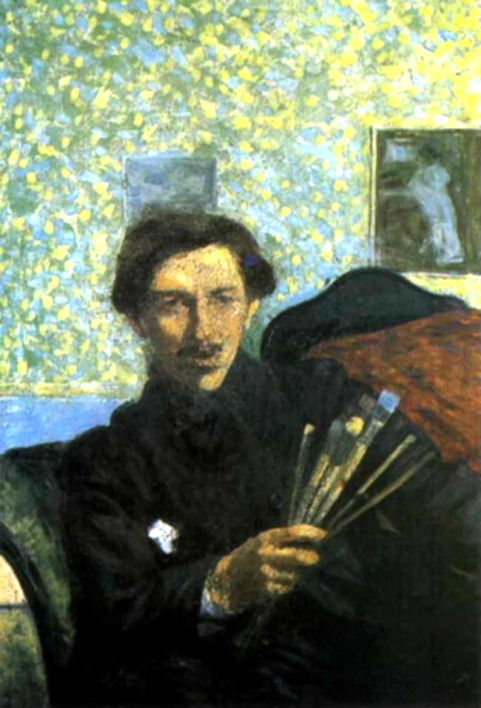
اومبرتو بوچونی،  خودنگاره, ۱۹۰۶
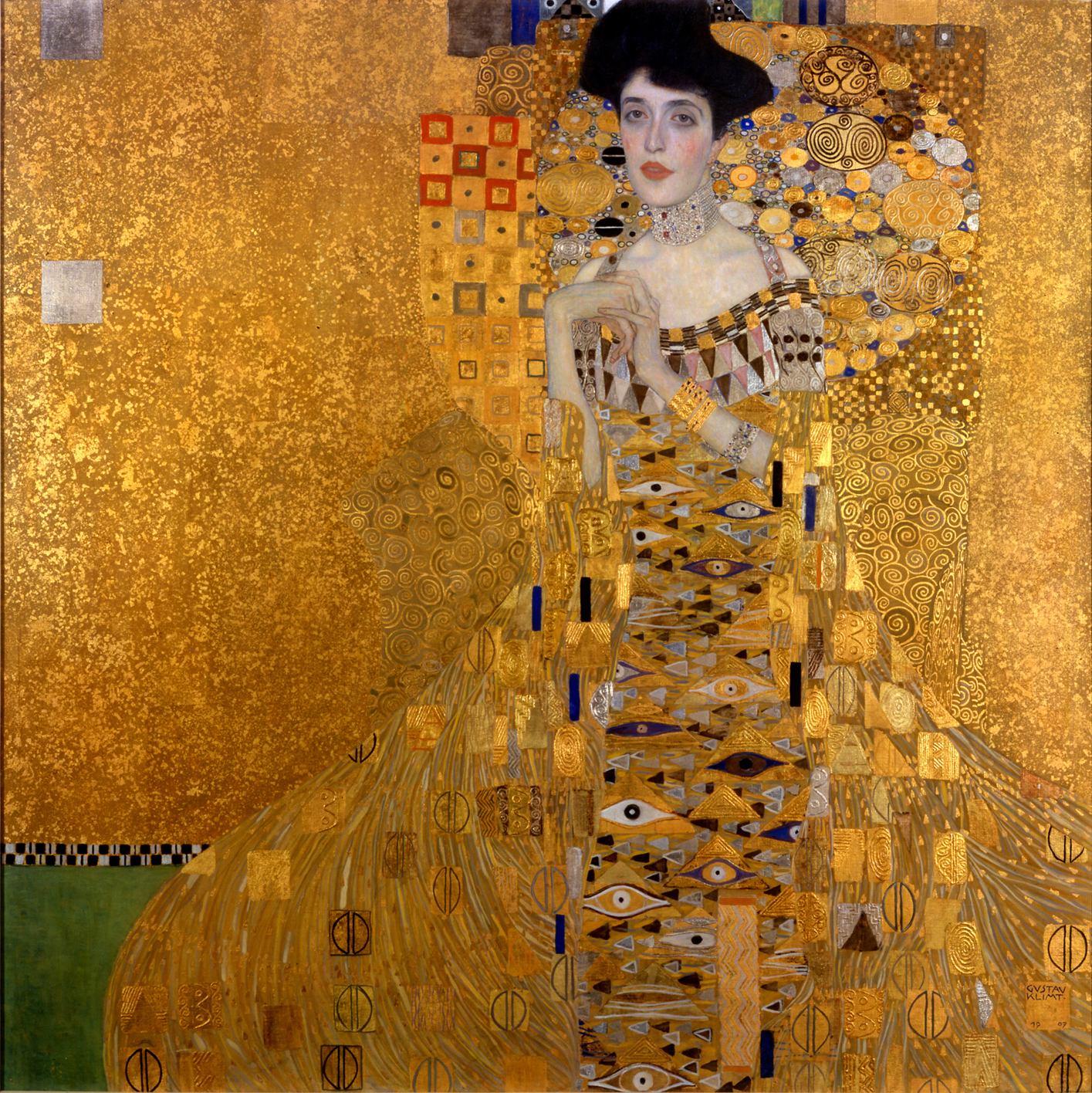
گوستاو کلیمت،  پرتره آدل بلوخ باوئر اول, ۱۹۰۷
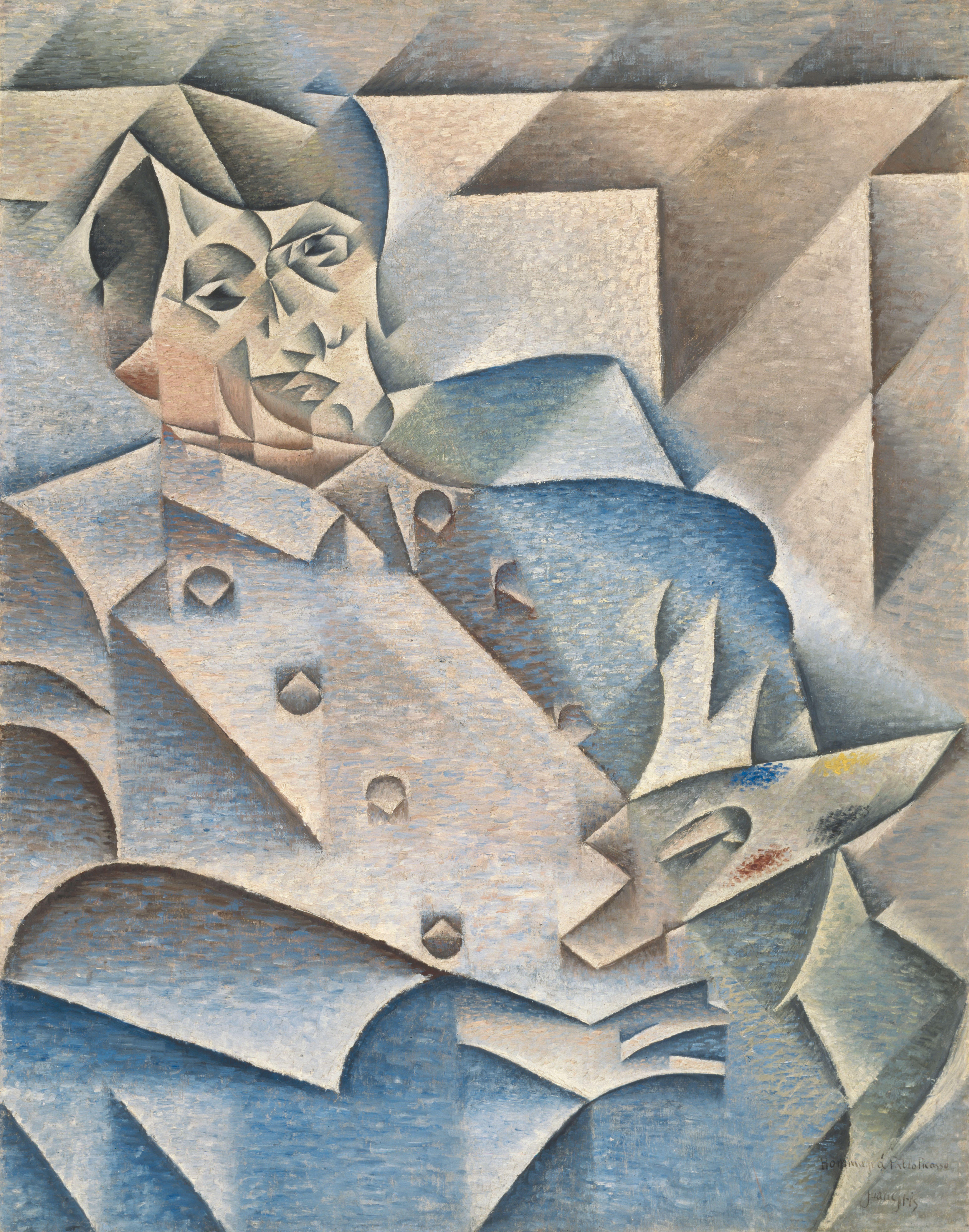
خوان گری،  Portrait of Picasso, 1912
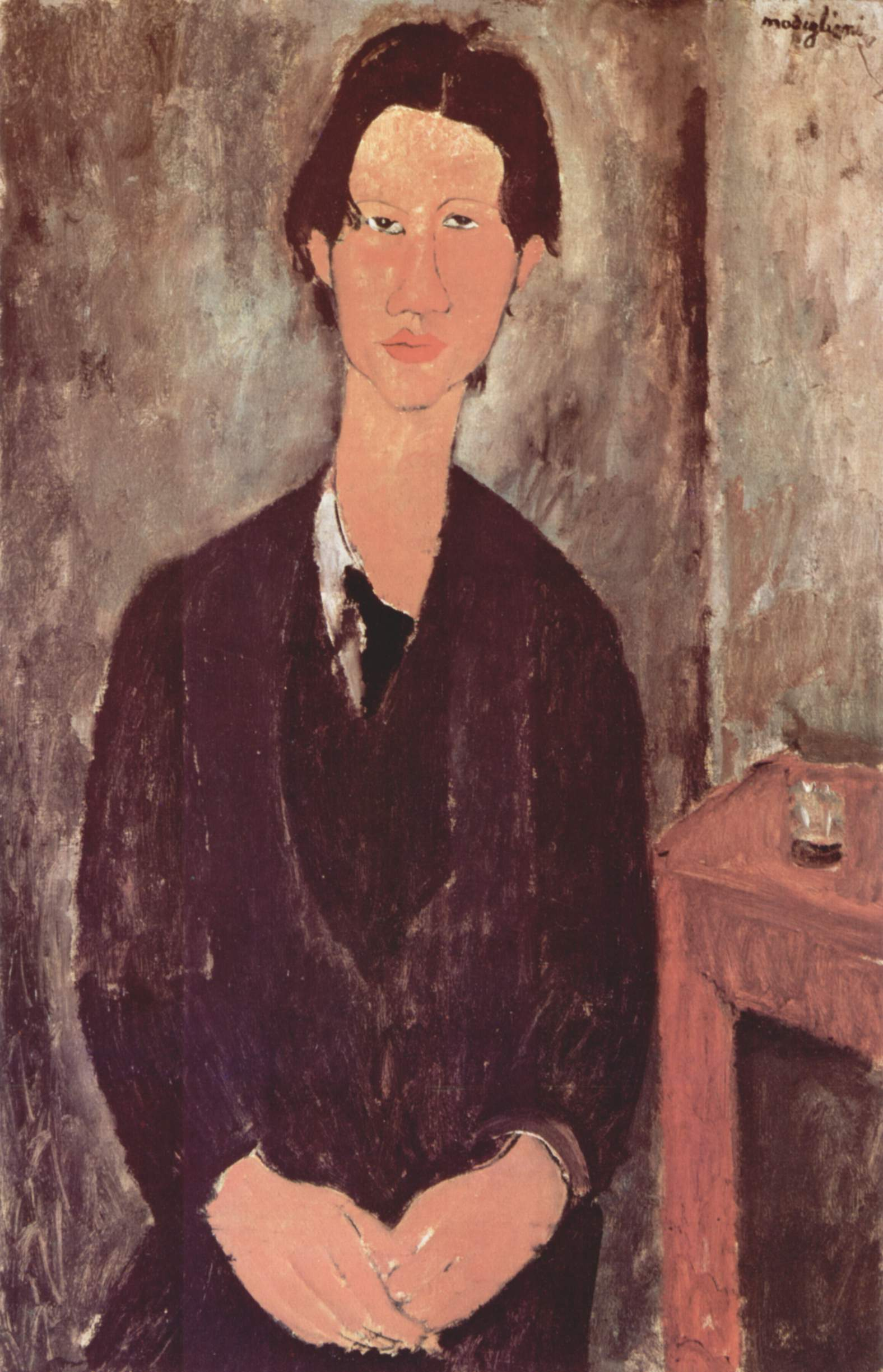
آمادئو مودیلیانی،  Portrait of Chaim Soutine, 1916
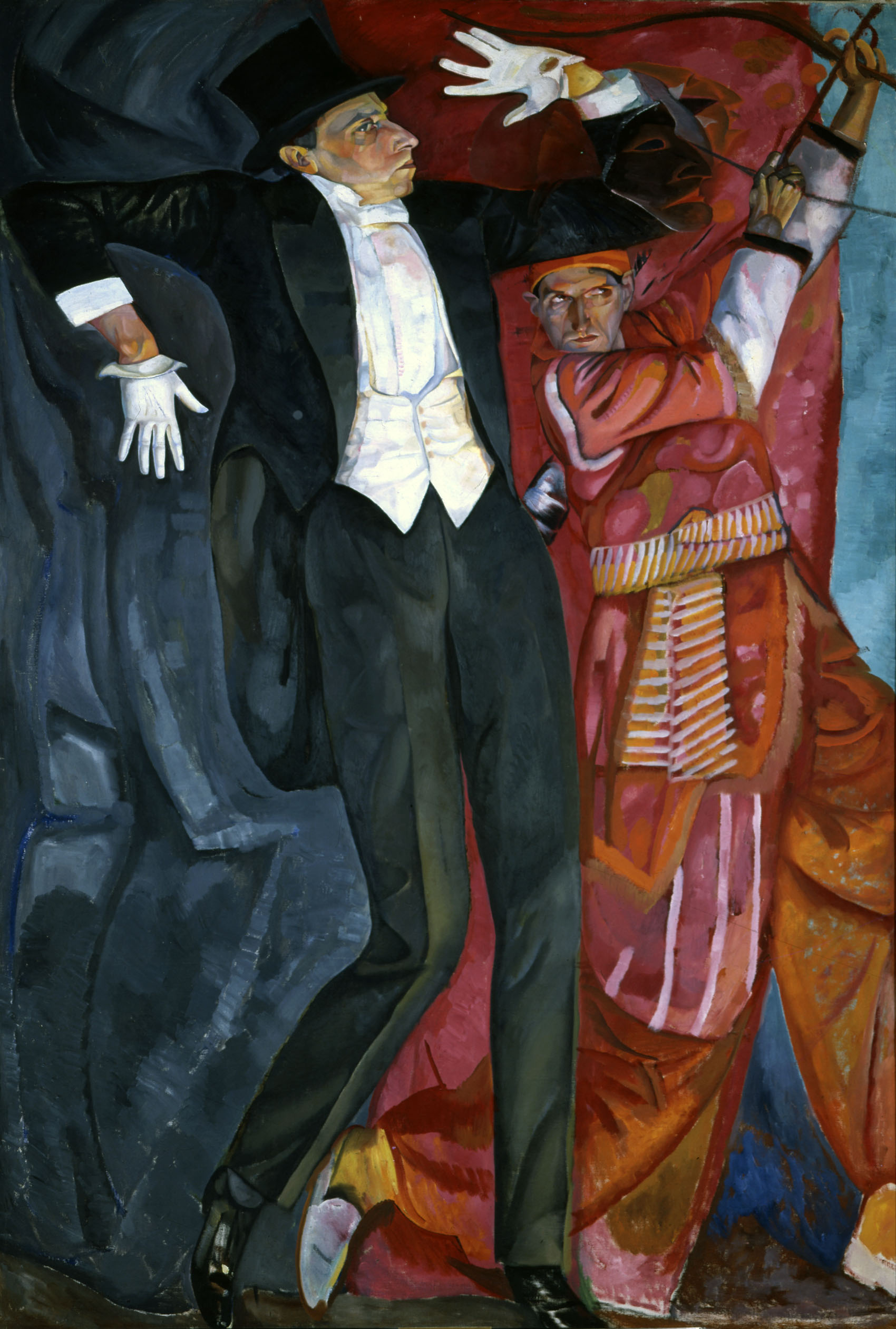
Boris Grigoriev, Portrait of وسولد مایرهولد, ۱۹۱۶
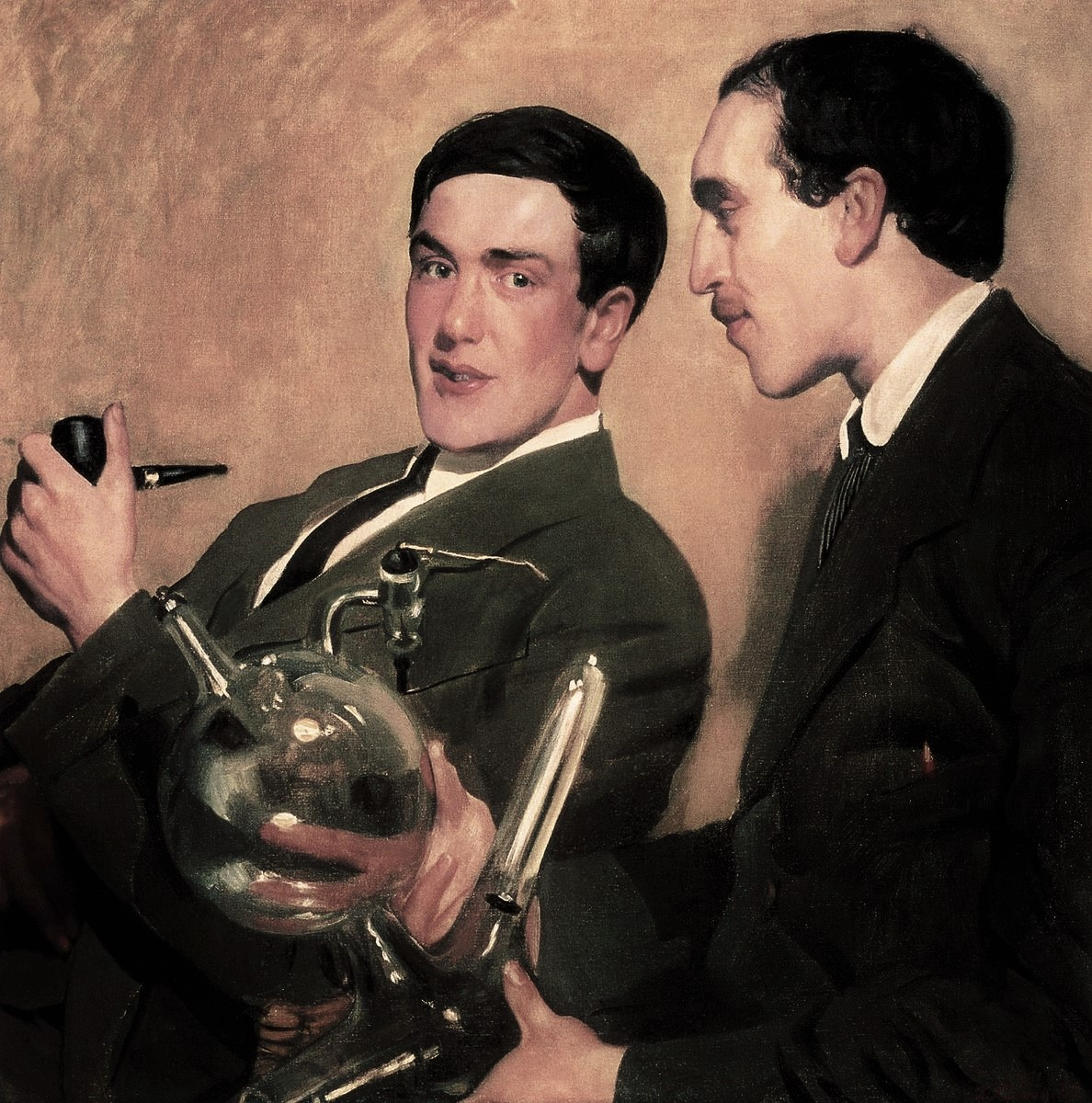
Boris Kustodiev, Kapitsa and Semyonov, 1921